# 哲学词汇表
此哲学词汇表是哲学及相关学科（包括逻辑学、认识论、伦理学等领域）的术语及概念定义的列表，按哲学术语对应的英文词组排序。

## A
a posteriori
从特定事实推理出一般原则或结论；归纳法，经验法。拉丁语，意为“从后”。
a priori
从一般性命题推导出特殊结论；演绎的。
溯因推理
从一个观察开始，寻找最简单和最可能的解释的一种逻辑推理形式。
绝对 (哲学)
由黑格尔提出的哲学，将所有可能的存在状态视为更大的经验整体的一部分。
荒诞主义
这种哲学认为，人类在宇宙中寻找意义的努力最终会失败，因为这种意义并不存在（至少就人类而言）。荒诞派与存在主义有关，但不应与之混淆，也不应与虚无主义混淆。
偶然论
任何否认因果关系、认为事件是偶然或偶然地相继发生的思想体系（不是数学意义上的，而是大众意义上的）。在形而上学中，偶然论否认万事万物的发生或结果都有明确原因的学说。在这方面，它与 偶成论同义。查尔斯·桑德斯·皮尔士用 "偶然论"（ruxi，chance）来形容那些将偶然性作为宇宙进程中客观因素的理论。
问责制
行动理论
无宇宙论
否认宇宙真实存在的哲学，认为宇宙终究是虚幻的，只有无限的 "不可见的绝对 "才是真实的。与泛神论相反，宇宙论首先承认只有一个现实，即无限、非二元、极乐等。然而，人类通常意识到的现象现实并不具备这些特征；事实上，它恰恰相反，即二元对立、有限、充满苦难和痛苦等等。既然 "绝对 "是唯一的现实，那就意味着不是 "绝对 "的一切都不可能是真实的。因此，根据这种观点，现象界的二元世界 ，无论它在世俗或经验层面具有怎样的表面真实性，归根结底都是一种幻觉（用印度的专业术语来说就是 "玛雅"）。
吠檀多不二論
唯美主义
19世纪晚期英国流行的一种松散定义的艺术和文学运动，该运动认为艺术不具有任何说教目的（它只需要美），生活应模仿艺术。该运动的主要特点是暗示而非陈述、感性、大量使用符号以及共感效果--即文字、色彩和音乐之间的对应关系。
美学
哲学的分支学科，为研究感性认识（即审美）的领域。
非洲哲学
非洲中心主义
不可知论
否认认识世界的可能性或者否认彻底认识世界的可能性的哲学理论。
不可知无神论
哲学观点，包括无神论和不可知论。由于定义上的差异，不可知论无神论者不相信神或神，并进而认为 "神的存在与否目前尚不可知，可能是绝对不可知的"，或 "关于神的存在与否的知识无关紧要或不重要"，或 "放弃关于神的存在与否的知识主张是最佳选择"。对比"不可知论有神论"。
不可知有神论
哲学观点，包括有神论和不可知论。不可知论者是指那些认为有关神或诸神存在的真理价值是未知的或本质上是不可知的，但仍然选择相信神或诸神的人。对比"不可知论无神论"。
利他主义
利他主义认为人们有道德上的义务关心他人福祉，为他人或“更大的利益”服务。它通常与利己主义和自我主义相对立。“利他主义”一词最早由法国社会学家、实证主义哲学家奥古斯特·孔德在法语中首次使用。
美国哲学
amor fati
一个拉丁语短语，可译为 "热爱命运 "或 "热爱自己的命运"。它被用来描述一种态度，在这种态度中，人们认为生活中发生的一切，包括苦难和损失，都是好的，或者至少是必要的，因为它们是一个人生活和存在的事实，所以无论人们喜欢与否，它们总是必然存在的。
分析哲学
一种以语言分析作为哲学方法的现代西方哲学流派或思潮。
无政府主义
主张不存在或消除统治或政府的各种观点和运动的政治立场。除了反对国家之外，所有无政府主义者都没有一个明确的立场。比较自由主义。
无政府资本主义
一种基于个人主权思想以及禁止主动胁迫和欺诈的哲学。它认为法律的唯一公正基础来自私有财产规范和主权个人之间的无限契约权。在此基础上，无政府资本主义反对国家，将其视为不合理的垄断者和对主权个人的侵略者，并拥护反国家主义的"自由放任"。资本主义。无政府资本主义者的目标是保护个人自由和财产，方法是用私人竞争性企业取代政府垄断，而政府垄断的资金来源于税收。

古代哲学

泛靈論
"万物有灵论 "被应用于许多不同的哲学体系。这包括亚里士多德关于灵魂与肉体关系的观点，也包括斯多葛派和经院派所持的观点。另一方面，一元论（莱布尼茨）也被称为万物有灵论。这一名称最常被用于活力論，它把生命或生命与心灵作为进化和成长的指导原则，认为生命不仅仅是机械的，而是有一种指导力量在不改变其数量的情况下引导能量。柏拉图、弗里德里希·谢林等人相信 世界靈魂；这是一类完全不同的观点，也被称为万物有灵论。最后，在有关宗教的讨论中，"泛灵论 "指的是对内宿灵魂或神灵的信仰，尤其是所谓的 "原始 "宗教，认为万物皆有神灵居住。
人择原理
人择原理认为，宇宙的观测特性必须允许我们的存在，因为我们是观察者。其弱形式（弱人择原理）指出，观测到的宇宙学常数等物理值受生命需求的限制，而强形式（强人择原理）则暗示宇宙必须产生生命。从宇宙学的角度来看，人择原理支持多元宇宙假说，为微调问题（为什么宇宙常数对生命如此精确地平衡）提供了可能的解释，并为可行的宇宙学理论提供了限制条件。从哲学角度而言，它挑战了哥白尼原理，暗示我们的存在意味着某种程度的宇宙特权。它提出了关于宇宙的目的、科学解释的局限性以及意识的作用等深刻问题。人类原理强调我们对宇宙的理解与我们的存在有着内在联系，迫使我们思考我们的存在是统计上的偶然，还是宇宙现实的基本方面。
人类中心主义
有意或无意地将人类的存在和关注视为宇宙中心事实的做法。这与把宇宙中发生的一切与人类的经历联系起来的做法相似，但并不相同。要说明的是，前一种立场的结论是，人类存在的事实是宇宙存在的要点；后一种立场只是将所有活动与人类活动相比较，而不做任何目的论结论。
拟人
一种拟人化形式，涉及将人类的特征和品质赋予非人类生物、物体或自然现象。动物、自然力量以及看不见或不知名的偶然事件的制造者经常成为拟人化的对象。两个例子是将人的身体或人的特质归属于神（或众神），以及创造出作为抽象概念（如死亡、欲望、战争或天启四骑士）化身的想象人物。拟人与'prosopoeia'（采用他人的人格）相似。
反出生主义
一种赋予生育负面价值的哲学立场。反生育论者认为，人们应该避免生育，因为生育在道德上是有害的。
反律法論
在神学中，认为特定宗教团体的成员没有义务遵守宗教权威提出的伦理或道德的法律。反律法论与律法主义截然相反，后者认为遵守宗教律法是救赎的必要条件。这个术语在对立的宗教权威之间引起了争论。很少有团体或教派明确自称为 "反律法主义"，但一些教派经常对相互竞争的教派提出这样的指控。
反实在论 (anti-realism)
任何否认某类实体客观存在的立场，或者坚持人类应该不可知论其真实存在的立场。因此，人们可能会就其他思想、过去、未来、普遍、数学实体（如自然数）、道德范畴、物质世界，甚至思想，谈论反现实主义。
应用伦理学
将伦理学的基本原理、原则和规范应用于现实或未来重大社会问题而形成的伦理学理论形式。
逻辑论证
亚里士多德主义
受亚里士多德和逍遙學派著作启发而发展的哲学传统。亚里士多德主义的支持者有时将其与柏拉图的理性主义和唯心主义相提并论，认为亚里士多德主义批判性地发展了柏拉图的理论，即具有亚里士多德特色的目的论思想。亚里士多德为公元前四世纪古希腊哲学家和博学家。他的著作涵盖了自然科学、哲学、逻辑学、语言学等广泛领域，为自然哲学及后来现代科学的发展奠定了基础。
阿民念主义
soteriological思想的一个流派，由荷兰神学家雅各布斯·阿民念创立。阿民念主义与加尔文主义（或改革宗神学）关系密切，两个体系在历史和许多教义上都有共同之处。
人工智能
由计算机科学发展出的一个领域，开发具有类似人类智能的机器和软件。
人工智能哲学
人工智能哲学试图回答如下一些问题：
1.  机器能否智能地行动？它能否解决人类通过思考可以解决的任何问题？
2.  人类智能和机器智能是否相同？人类大脑本质上是否就是一台计算机？
3.  机器能否像人类一样拥有思维、心理状态和意识？它能否感知事物？
通用人工智慧
理论假设上未来可能会出现的具备与人类同等智能、或超越人类的人工智能。
禁欲主义
一种以austere为特征的生活方式，远离世俗享乐。奉行禁欲主义生活方式的人通常认为他们的做法是美德，并通过追求这些做法来获得更高的灵性。在更愤世嫉俗的语境中，禁欲主义可能意味着某种形式的自我折磨、对身体的仪式性惩罚或对享乐的严厉放弃，尽管这个词本身并不一定意味着负面含义。

联合主义
一种政治计划，"当社会中尽可能多的事务由自愿和民主自治的协会管理时，人类福利和自由都能得到最好的服务"。 社团主义 "在其价值尺度中优先考虑自由，但它认为只有当个人与他们的同伴联合起来时，才能有效地追求这种自由"。
无神论
不相信神或神的存在，从而与有神论形成对比；一种没有有神论信仰的状态。这个定义既包括那些断言没有神的人，也包括那些对神的存在完全没有信仰的人。然而，狭义的定义通常只将前者定性为无神论，而后者则属于更笼统（但很少使用）的术语非有神论。
原子论
宇宙中的所有物体都是由非常微小、不可毁灭的元素组成的理论，这些元素被称为原子。西方（即希腊）的原子论就是如此。佛教徒也有完善的原子论理论，其中涉及瞬时原子或非永恒原子，它们时隐时现。
奧古斯丁主義
威权主义
一个组织或一个国家对其势力范围内的人实施强有力的、有时是压迫性的措施，通常不试图征得他们的同意，而且往往不允许对其政策进行反馈。在威权主义 国家，公民在生活的许多方面都要服从国家权力，包括许多其他政治哲学认为属于个人选择的事务。威权主义有不同程度；即使是非常民主和自由的国家也会在一定程度上表现出威权主义，例如在国家安全领域。
自動主義

一种自发书写、绘画或类似活动的艺术技巧，不自觉地进行审美或道德上的自我审查。
價值論
研究价值的本质、来源和类型的一个哲学分支，也是与社会科学（如经济学、社会学、人类学和心理学）密切相关的跨学科领域。
公理
根据定义是正确的或显而易见正确的，无需证明的陈述。在逻辑学中，作为理论的无可置疑的基础的假设。

## B
贝叶斯主义
1.  一种利用概率论原理来理解和更新我们信念的方法。它不把信念简单地视为真或假，而是认为信念存在于以概率表示的信念程度谱上。信念程度：我们并非只是相信或怀疑事物，而是对信念抱有不同的信心程度，从 0（完全不相信）到 1（绝对确定）。这些信念程度被视为主观概率。
2.  先验概率：在遇到任何新证据之前，我们已经对世界有了一些初步的信念。这些是我们的“先验”。它们反映了我们的背景知识、过去的经验和最初的直觉。当我们遇到新的证据时，我们会评估如果特定的信念是正确的，那么该证据的可能性有多大，如果它是错误的，那么该证据的可能性有多大。这是假设下证据的“可能性”。
3.  贝叶斯定理是核心数学工具。它提供了一种根据新证据更新先前概率的精确方法，从而得出新的、经过修正的置信度，即“后验概率”。其核心思想是，信念的后验概率与其先前概率和证据的可能性成正比。
4.  贝叶斯主义强调，学习是一个不断更新的过程，随着我们遇到新的证据，我们的信念也会随之更新。强有力的证据会增加信念的概率，而相反的证据则会降低其概率。贝叶斯主义通常被描述为理性的规范理论，认为理想情况下，我们的信念应该符合概率原则，并使用贝叶斯定理进行更新。从本质上讲，贝叶斯主义为我们理解如何推理和从经验中学习（以及如何更好地学习）提供了一个正式的框架。它强调了初始信念的重要性，并提供了面对新信息时修改这些信念的结构化方法。它适用于统计、人工智能和认知科学等多个领域。
行为主义 (政治学)
政治学中的一种方法，旨在提供一种客观、量化的方法来解释和预测政治行为。它与以自然科学为蓝本的行为科学的兴起有关。它不应与心理学的行为主义相混淆。
行为主义
一种心理学方法，它基于这样一个命题，即无需借助内在心理状态就可以研究科学地行为。它是唯物主义的一种形式，否认心灵有任何独立的意义。它对心理治疗的意义深远，使其成为药理学疗法的支柱之一。它不应与政治学的行为主义相混淆。
存在
存在是指具有存在性或现实性的状态，与不存在和非存在相对；存在也常与本质相对：实体的本质是其本质特征或属性，即使不知道该实体是否存在，也能理解这些特征或属性。存在于时空中的实体具有具体存在，而抽象实体（如数字和集合）则不具备具体存在。其他区分包括可能存在、偶然存在与必然存在，以及物理存在与心理存在。
信念修正
根据新信息改变信念的过程。
生物决定论
从严格的生物学角度解释人类和人类生活。它与遗传决定论密切相关，经常被交替使用。
逻辑代数
抽象的布尔代数的逻辑解释或在逻辑上的应用。
佛教
以佛陀释迦牟尼的教义为基础的达摩宗教和哲学。佛教的基本教义与痛苦或不满（dukkha）的本质以及通过伦理原则、冥想和智慧（八正道）克服痛苦或不满有关。佛教起源于印度，如今主要在东南亚和东亚流传，包括中国、日本、韩国、西藏、斯里兰卡、缅甸和泰国。佛教分为不同的教派和运动，其中最大的教派是小乘、大乘和金刚乘。
佛教哲学
对佛教的根本思想或教义所进行的哲学研究，探讨佛教的世界观、宇宙论、本体论、认识论、方法论和人生观，以及语言哲学、逻辑形式或思维特点等。
因明學
印度古代宗教哲学中以逻辑思想为主要内容的认识理论。

## C
卡洛林文艺复兴
顺世论
资本主义
一种经济制度。
职业主义 (careerism)
以提升自己的事业为人生唯一目标的愿望，往往以牺牲个人和社会的成长或发展为代价。
定言令式
因果关系
原因与结果之间互相依存的关系。
笛卡儿主义
以法国哲学家勒内·笛卡尔的思想和作品为基础的哲学。
中文房间
由哲学家约翰·瑟尔提出的思想实验，试图论证计算机无法展现心灵、理解或意识能力。
基督教
"基督教 "的别称，是承认耶稣基督为其创始人和中心人物的一神论宗教。它拥有 20 多亿信徒，约占世界总人口的三分之一，是世界上最大的宗教。它的起源与犹太教交织在一起，与犹太教共享许多神圣的传说，包括旧约（希伯来圣经）。基督教有时与犹太教和伊斯兰教并称为亚伯拉罕宗教。
基督教存在主义
这场哲学运动的观点与存在主义相似，但更多地认为犹太教-基督教-伊斯兰教上帝在应对人类生存的根本主题方面发挥着重要作用。上帝在应对人类生存的基本主题方面发挥着重要作用。
基督教人文主义
一种哲学，在这种哲学中，人类自由和个人主义与基督教的实践相容，或者说是基督教教义的固有内容。它是人本主义和基督教价值观的结合。
基督教哲学
基督教传统中的哲学形态。
中国经济改革
中国的经济改革是一个复杂而意义深远的历史事件。通过将实用主义、渐进主义、国家控制与指导相结合，中国较成功地获得经济增长、贫困减少，并融入全球化体系。然而前所未有的经济成就也伴随巨大的社会、环境和政治代价。从认识论角度来看，中国的改革凸显证据而非教条的重要；从伦理角度来看，它们权衡集体利益与个人权利；从哲学角度来看，它们融合了实用主义、儒家秩序和重新构想的进步与发展。中国的改革引发了关于中国制度本质的激烈争论，挑战了西方传统的国家计划与自由市场、民主与专制之间的二分法，提出了通往现代化的可能替代路径。
中国哲学
过去几千年的历史中，中国人在理解宇宙、社会和人类生活的自然规律过程中发展起来的概念体系。20世纪以来，胡适以历史学家和实用主义者的视角、批判性和解构性方法对中国早期哲学进行了开创性研究，对后来相关学术研究方法有巨大影响。冯友兰《中国哲学史》、《中国哲学简史》等著作运用现代历史方法、借鉴西方分析视角，对古代至现代的中国哲学思想发展进行了较为连贯系统、结构化和全面的叙述，致力于分析诠释不同哲学流派的核心概念和论点，展示中国哲学传统的复杂性和持久的相关性。
古典有神论
犹太教、基督教和伊斯兰教等一神论宗教的传统思想。古典有神论认为，上帝是绝对、eternal、全知（全知）、全能（全能）和完美的存在。上帝与世界相关，是世界的原因，但不受世界影响（永恒不变）。他超越于世界，而世界是相对于他作为时间效果而存在的。
古典主義
在艺术中，高度评价古典古代，将其视为古典主义者力图效仿的品味标准。古典主义通常与浪漫主义形成鲜明对比；古典主义艺术通常追求正式、克制和阿波罗年（不过分），而不是弗里德里希·尼采所反对的狄奥尼西克（过度）。它也可以指古典主义的其他时期。在戏剧中，"古典主义 "是 17 世纪法国剧作家根据他们对希腊古典戏剧规则的判断发展起来的，包括古典统一体的时间、地点和动作。
古典马克思主义
认知偏差
偏离理性判断的认知模式。
认知主义
1.  在伦理学中，认知主义是一种哲学观点，认为伦理句子表达的是命题，因此能够为真或为假。更广义地说，任何话语领域的认知主义都是这样一种立场，即话语中使用的句子是认知性的，也就是说，是有意义的，能够为真或为假。
2.  在心理学中，认知主义是一种理解心智的方法，认为心理功能可以理解为对符号的 "内部 "规则约束操作。
认知行为疗法
柯尔贝尔主义
重商主义的变种，1661 年至 1683 年间由财政总监让-巴蒂斯特·柯尔贝尔在法国实行。
集体行动问题
曼瑟尔·奥尔森的《集体行动的逻辑》探讨了理性个体为何常常无法从集体利益出发采取行动。他认为，在大型团体中，个体往往倾向于搭便车，享受集体行动带来的好处，却不承担成本。这是因为个体的贡献往往微不足道，而参与的成本却是确定的。因此，除非有选择性激励措施（奖励或惩罚）只适用于参与者，或者团体规模足够小、个人贡献能够产生影响，否则集体行动不太可能取得成功。奥尔森的研究说明个人理性与集体福祉之间的矛盾：对个人而言合理的，对团体而言可能不合理。它强调实现共同利益的难度，特别是当它与个人利益相冲突时。
集体主义
在理论或实践上强调群体。一些心理学家将集体主义定义为一种态度和行为综合症，它基于这样一种信念：生存的基本单位在于群体而非个人。集体主义者通常认为，群体的 "更大利益 "比作为大组织一部分的任何特定个人的利益更重要。一些集体主义者认为，个人通过为群体谋利益，"顺便 "也为自己的利益服务。
公社
在南亚之外，社群主义涉及以社群为中心的各种社会运动和社会理论。社区主义的形式可以是社区生活或社区财产等。有时，人们会说社群利益高于个人利益，但这通常只是基于这样一个原则，即社群的存在是为了 参与其中的个人的利益，因此服务于个人利益的最佳方式是通过社群利益。
共产主义
以生产资料共同所有制为基础的社会组织理论体系和政治运动。作为一种政治运动，共产主义旨在建立一个无阶级社会。现代共产主义是 20 世纪初以来世界政治中的一支重要力量，它通常与卡尔·马克思和弗里德里希·恩格斯的《共产党宣言》有关。通常说，这一进程由推翻资产阶级的革命（见马克思主义）开始，经过以社会主义准备阶段为标志的过渡时期（见列宁主义）。纯粹的共产主义从未实现过，它仍然是理论上的：在马克思主义理论中，共产主义是最终状态，或者说是国家社会主义的结果。该词现在主要指马克思主义思想家的政治、经济和社会理论，或共产党统治条件下的生活。
社群主义
20世纪末开始出现的一组相关但截然不同的哲学，反对自由主义和资本主义的某些方面，同时倡导公民社会等现象。社群主义并不一定敌视当代美国意义上的自由主义，而是强调不同的重点，将关注的焦点从个人转向社群和社会。在医疗保健、堕胎、多元文化主义、仇恨言论等最紧迫的伦理问题上，优先权问题（个人还是社群）往往影响最大。
兼容论 (compatibilism)
又称 "软决定论"，由大卫·休谟倡导，是一种认为自由意志和决定论是相容的理论。休谟认为，自由意志不应被理解为在完全相同的内外环境下做出不同选择的绝对能力。相反，它是一种假设的能力，如果一个人在心理上受到一些不同的信念或欲望的支配，就会做出不同的选择。休谟还认为，自由行为并不是无缘无故的（或像伊曼纽尔·康德所说的那样是神秘的、自致的），而是由人们的信念、欲望和性格所决定的选择造成的。虽然休谟的决定论存在一个决策过程，但这一过程受一系列事件因果关系的支配。
复杂系统
人道教
奥古斯特·孔德的实证主义哲学认为，形而上学和神学应该被从最底层的数学到最高层的社会学的科学等级所取代。
概念論
哲学中介于唯名论和实在论之间的学说，认为普遍性只存在于心灵之中，没有外在的或实质性的现实。
冲突解决
解决冲突的目的是就个人或团体之间的分歧、纠纷或斗争找到双方都能接受的解決方案；主要方法强调沟通、理解和协作。 致力解决冲突就必须承认，不同当事方可以根据其独特的经验、信息和解释，提出从自身角度有道理、但截然不同的观点。这凸显了知识的主观性，以及考虑多种观点以更全面地了解情况的重要性。有效的沟通对于理解对方的知识和信念至关重要；误解往往源于沟通的失败。冲突会暴露各方持有的基本假设和偏见，促使各方重新评估自己的理解和信念。 解决冲突往往需要承认自己在冲突中的作用，并为自己的行为及其后果承担责任。有效的方法优先考虑以非暴力与和平的方式解决冲突，重视对话和理解，而不是胁迫。冲突的解决往往涉及理性与情感之间的微妙平衡。逻辑论证和理解固然重要，但承认和管理情绪对于取得成功结果同样至关重要。有效解决冲突不仅是一项实用技能，也是一个具有重大认识论、伦理学和哲学意义的过程，它影响着人们对知识、道德、人类互动的理解以及对公正和谐世界的追求。
意识
有知觉或对内外存在的意识。
儒家
一种东亚伦理和哲学体系，最初由中国早期圣人孔子的学说发展而来。它是一个复杂的道德、社会、政治和宗教思想体系，对中国文明史产生了巨大影响，直至 21 世纪。有人认为它是帝制中国的 "国教"。
联结主义
结果主义
认为在评估行动或行动政策时，最终重要的是选择一种行动或政策而不是选择另一种行动或政策所带来的后果。
保守主义
强调现有价值或现状的政治哲学。
古典保守主义
哲学态度，认为某类基本原则的基础是社会中（明确或隐含的）协议，而非外部现实。虽然这种态度通常适用于语法规则和礼仪原则，但其在法律、伦理、科学、数学和逻辑命题中的应用却更具争议性。
建构主义 (constructivism)
认为现实，或至少是人类对现实的认识，是一种充满价值判断的主观建构，而非客观特征的被动获取。
消費主義
对物质价值或财产的执着。
语境主义
强调一个行为、话语或表达发生的语境，并认为在某些重要方面，该行为、话语或表达只有在该语境中才能被理解的观点的集合。语境主义观点认为，哲学上有争议的概念，如 "意义P"、"知道P"、"有理由A"，甚至 "是真实的 "或 "是正确的"，只有相对于特定的语境才有意义。一些哲学家认为，语境依赖性可能会导致相对主义；然而，语境主义观点在哲学界越来越流行。
欧陆哲学
20世纪欧洲大陆盛行的哲学的总称，主要源于广义康德思想的传统。
偶然性
一件事情在未来既可能发生，也可能不发生的随机状态。
哥白尼原則
在物理宇宙学中，哥白尼原理指出人类并非宇宙的特权观察者，从地球进行的观测代表了从宇宙中平均位置进行的观测。它以哥白尼日心说命名，是哥白尼关于地球运动的论点在宇宙学上的延伸，为一种行之有效的假设。
世界主义
創造論

认为人类、生命、地球和宇宙是由最高存在或神的超自然干预创造的。这种干预既可以被视为从无到有的 "创造行为"（无中生有'），也可以被视为从先前存在的混沌中产生秩序。
危机
一个关键或决定性的时刻，在这个时刻，事件的进程非常不稳定，转折点的好坏迫在眉睫。它通常涉及到突然的、意想不到的、强烈的困难、麻烦或危险。危机往往是扰乱正常生活和思维的关键时刻，挑战人们对现实及其稳定性的理解，迫使人们质疑基本假设，重新评估价值观，并面对有关现实、知识、道德、甚至人类状况的基本探索。无论是对个人还是对集体而言，危机是既危险又有可能带来深刻洞察和转变的时刻。
批判理性主义
科学的信条应始终受到批评和质疑，以不断证明其价值的哲学。

批判性思维
以一定严谨性和解决问题的能力对事实与论据进行推敲、分析，从而形成判断。
文化相对论
犬儒主义
犬儒主义最初是古希腊一群人的哲学，由安提西尼创立，被称为Cynics。如今，这个词一般指那些不相信人类真诚、美德或利他主义的人的观点：他们认为只有自身利益才是人类行为的动机。现代犬儒主义者通常对社会社会规范持高度蔑视的态度，尤其是那些更多是为了仪式而非实用目的的规范，并倾向于将大部分流行的信念、传统的道德和公认的智慧视为过时或无关紧要的废话。

## D
达尔文主义
英国博物学家查尔斯·达尔文（1809-1882 年）等人提出的生物进化论，认为所有生物物种的产生和发展都是通过自然选择小的遗传变异来提高个体的竞争、生存和繁殖能力。另见进化思想史。
解构主义
文本批评的一个流派和一套方法，旨在理解构成思想和信仰基础的假设和观念。它也被称为 "解构主义"，其核心关注点是对西方哲学传统的形而上学进行激进批判，其中指出了逻各斯中心主义或"在场形而上学"，认为言语-思维（"逻各斯"）是一个特权、理想和自我在场的实体，所有话语和意义都是通过它产生的。这种逻各斯中心主义是解构主义的主要目标。
演绎主义 (deductivism)
一种哲学，认为科学探究是通过提出假设的形式进行的，而这种形式可以通过对可观测数据的检验来证伪。
深層生態學
失败主义
接受失败并满足于失败而不去奋斗。在日常使用中，失败主义具有负面含义，通常与叛国罪和悲观主义联系在一起。该词通常用于战争背景下：如果一名士兵认为战斗肯定会失败或由于其他原因不值得战斗而拒绝参战，那么他或她就是失败主义者。该词也可用于其他领域，如政治、体育、心理学和哲学。
自然神论
信仰上帝应以理性而非启示或传统为基础的观点。自然神论者既反对有组织的宗教，也反对启示宗教，认为理性是所有知识的基本要素。关于 "宗教的理性基础"，他们参考了宇宙论论证（第一因论证）、目的论论证（设计论证）以及被称为"自然宗教"的其他方面。
划界问题
在科学哲学中，划界问题涉及在真正的科学和与非科学领域（包括伪科学、形而上学以及文学、艺术、信仰等其他非科学人文领域）之间进行明确区分所面临的困难。它提出了一个问题：我们应该采用什么标准来区分科学理论和方法与非科学理论和方法？尽管人们进行了多次尝试，但普遍接受的划界问题解决方案仍然难以实现。

义务论
一种只考虑义务和权利的伦理理论，在这种理论中，一个人有遵守一系列确定原则的不变道德义务。因此，在这一伦理体系中，任何行为的目的都不能证明手段的正当性。如果一个人履行了自己的道德义务，那么即使这种义务会带来负面影响也无所谓。由于这种推理，结果主义有时被认为是义务论的哲学对立面。
描述主义 (descriptivism )

关于专名的含义和指称的性质的观点，一般归功于戈特洛布·弗雷格和伯特兰·罗素。该理论的基本观点是，名称的含义与说话者对名称的描述完全一致，而所指的对象则是满足这些描述的实体。
决定论
哲学命题认为，每一个事件，包括人类的认知、决策和行动，都是因果由一连串不间断的先前事件决定的。
辩证法
辩证唯物主义
认为思想和论点只能作为物质存在，潜意识原人并不存在。它通常被认为是马克思主义的哲学基础。
双面真理说
存在真正矛盾的形而上学学说。
析取论 (disjunctivism)
拒绝接受某些感官数据存在的直接现实主义观点。
分产主义
一种合作经济理论，其中生产性财产在所有个人之间分配，而不是由国家或共同持有（如社会主义）或由少数人持有（如资本主义）。
教条
由宗教、意识形态、哲学运动或任何一种组织确立的信仰或教义或哲学立场。被认为是权威性的，不受争议或怀疑，因此它是 ，不会被视为背离。教条主义立场只是根据特定观点 "确立 "的，因此其基础值得怀疑。
二元论
一套以精神和物理具有根本不同性质的主张为出发点的信仰。它与各种一元论形成对比，包括唯物论和现象论。二元论是对心物问题的一种回答。而多元论则认为世界上存在更多种类的事件或事物。
正当法律程序
物力论 (dynamism)
戈特弗里德·莱布尼茨（1646-1716 年）提出的形而上学宇宙学框架。在形而上学宇宙学中，动力学背后的思想是，物质世界可以用活跃的、点状的力来解释，这些力没有外延，但有超距作用。动力论描述的是作为简单元素而存在的事物，或莱布尼茨所说的Monad，以及只具有力本质的元素群。它是对哲学机制中被动的物质观的反动。

## E
折衷主义
一种概念方法，它不拘泥于单一范式或一套假设，而是借鉴多种理论、风格或观点，以获得对某一主题的互补性见解，或在特定情况下应用不同的理论。
生态中心主义
普世主义
平等主义
一种认为所有人都应受到平等对待的政治理论。
自我中心主义
只从自我的角度出发理解事物，不能区分自己的观点与别人的观点的认知倾向。
利己主义
描述性理论认为所有有意识的行为最终都是为了促进自身利益，或者规范性理论认为人应该追求自身利益。
利己无政府主义
取消唯物主义
关于心理实体和心理词汇的唯物主义和物理主义的绝对版本，根据这种观点，人类对心灵的常识性理解（即消除论者所说的民间心理学）并不是科学研究的可行理论基础：行为和经验只能在生物层面上得到充分解释。因此，日常的民间心理学概念（如信念、欲望和意图）找不到一致的神经基础，因为它们是虚幻的，因此没有任何一致的神经基础。因此，消除唯物主义者认为，意识除了作为大脑功能的表观现象之外并不存在，有些人还认为，随着神经科学的发展，这一概念最终会被消除。
流溢說
认为现实必然来自第一原理的信念。
涌现
湧現論
涌现论认为，复杂系统具有其单个组成部分所不具备的特性。这些“涌现属性”源于各部分的相互作用和组织，因此无法还原为这些部分的总和。与整全观相反，涌现论更关注各部分相互作用产生整体新属性的机制。它试图通过研究导致涌现属性的自我组织过程来解释“整体大于部分之和”的现象。与某些形式的整体论相比，这是一种更机械的方法。本质上，涌现论寻求一种折衷方案：它承认整体系统的重要性，就像整体论一样，但它也强调各部分之间相互作用的重要，并试图解释这些相互作用如何导致涌现性。与还原论不同，它断言这些相互作用可以产生真正的新特性，而这些特性无法简单地从各部分本身得出。
显现唯物论
哲学主张心智在某种意义上是不可还原的存在物，尽管不是本体意义上简单的存在物；而且心智现象的研究独立于其他科学。

情感主义
非认知主义元伦理学理论认为，伦理判断主要是个人态度的 "表达 "和旨在改变他人态度和行为的 "命令"。该理论与艾耶尔和史蒂文森的研究有密切联系，并与哈雷的普遍规定论有关。
经验证据
通过感官经验或实验程序获得的证据。它在科学中具有核心地位，并在认识论、法律等各领域发挥重要作用。
经验主义
所有知识最终都来自经验的学说，否认天赋观念论或关于世界的'先验'知识的概念。它与理性主义相对立。

启蒙时代
17世纪末至19世纪初在欧洲兴起的一场思想和哲学运动。启蒙运动重视通过理性主义和经验主义获得的知识，关注或追求一系列社会思想和政治理想，如自然法、自由、进步、宽容和博爱、宪政以及政教分离。
环境主义
对保护、恢复或改善自然环境的关注，如保护自然资源、防止污染和某些土地利用行动。它通常支持原住民反对全球化向其生活方式蔓延的斗争，因为他们认为全球化对环境的危害较小。
伊壁鸠鲁主义
虽然通常被认为是追求快乐的哲学，但实际上指的是一种中庸哲学，将幸福定义为成功地避免痛苦，即避免精神上的烦恼和身体上的不适，从而产生一种宁静的状态。
副现象论
认识论
苏格兰哲学家詹姆斯·弗雷德里克·费里尔首先使用的一个术语，用来描述哲学的分支，该分支关注知识的性质和范围； 它也被称为 "知识论"。简而言之，它是对知识和正当信念的研究。它质疑什么是知识，如何获得知识，以及在多大程度上可以获得与任何特定主题或实体相关的知识。这一领域的大部分争论都集中在对知识本质的哲学分析，以及知识与真理、信念和正当理由理论等相关概念之间的关系。这个词最早可能出现在费里尔的《形而上学理论》（Institutes of Metaphysic: The Theory of Knowing and Being）中。

平衡
在形而上学中，平衡是指两种对立力量之间的一种状态：相较于单纯的可能选择当中的各种状态，这种状态更被视为理想。
本质主义
以一种哲学主张为中心的信念和实践，即对于任何特定种类的实体，至少在理论上可以指定一个有限的特征列表，任何实体必须具备所有这些特征才能属于所定义的群体。
永恒论
一种研究时间的本体论性质的哲学方法。它以物理学中将时间建模为一个维度的标准方法为基础，赋予时间与空间类似的本体论。这意味着时间只是另一个维度，未来的事件 "已经存在"，不存在客观的时间流。
伦理学
对人类道德生活进行系统思考和研究的哲学分支。
伦理利己主义
规范伦理的立场，即道德主体应该做符合自己自我利益的事。它有别于心理利己主义和理性利己主义。它与伦理利他主义不同，后者认为道德主体有帮助或服务他人的伦理义务。然而，伦理利己主义并不要求道德主体无视他人的福祉，也不要求道德主体在道德思考中不考虑他人的福祉。符合道德主体自身利益的行为对他人的影响可能是有害的、有益的或中性的。只要所选择的能有效地满足行为人的自身利益，它就允许二者兼而有之。伦理利己主义有时被用来支持自由主义或无政府主义，这些政治立场部分基于这样一种信念，即个人不应强制阻止他人行使行动自由。
民族中心主义
主要从自己的文化角度看世界的倾向。它被定义为 "自己的群体是一切的中心（优于所有其他文化）"，并以此来评判所有其他群体的观点。民族中心主义通常意味着认为自己的种族或族裔群体是最重要的，以及/或其文化的某些或所有方面都优于其他群体的文化。

神的存在性
围绕上帝是否存在的讨论贯穿整个历史，涉及各种哲学论点和神学观点。这些讨论深入探讨了现实的本质、宇宙的起源以及人类存在的意义。关于上帝存在的讨论在哲学上仍然具有影响力，影响着形而上学、认识论和伦理学。它们迫使我们去思考关于现实本质、知识基础和道德来源的根本问题。 现代意义在于科学与宗教的交汇，特别是宇宙学和进化论，要求在世俗时代重新评估信仰。存在主义在看似无目的的宇宙中寻找意义，宗教多元化要求宗教间对话，这些都凸显了该话题的持续重要性。许多如生物伦理、宗教自由等的社会和政治辩论往往植根于神学假设。此外，先进人工智能的兴起引发了人们对意识和人类境况的新思考，重塑了关于神创论和存在本质的古老探究。根本上说，上帝是否存在问题虽然古老，但仍然是人们审视自己在宇宙中的位置以及指导生活的价值观的重要视角。
存在主义
开始于19世纪至20世纪二三十年代的欧洲大陆，流行于第二次世界大战之后欧美世界的最主要哲学、文学和社会思潮之一。存在主义通过克尔凯郭尔、尼采、海德格尔、萨特和加缪等思想家的作品脱颖而出，着眼于人们对自由、真实、身份和不确定性等的焦虑，在现代仍然具有显著的现实意义。
实验主义
一种哲学，它利用从实验中获得的数据来确定一种想法或拟议概念的完整性。
表现主义
为增强或夸大情感效果而扭曲现实的美学和艺术运动。它也适用于某些文学作品；例如，弗朗茨·卡夫卡和格奥尔格·凯泽尔的作品常被称为表现主义作品。
表达主义 (expressivism)
一种关于道德语言意义的理论。根据表达主义，使用道德术语的句子--例如，"折磨无辜的人是错误的"--不是描述性的，也不是陈述事实的；"错误"、"好 "或 "公正 "等道德术语并不是指真实的、现实世界中的属性。由于道德语言的功能是非描述性的，因此道德句子没有任何真理条件。因此，表达主义者要么不允许道德句子具有真值，要么依赖于真值的概念，而这个概念并不要求道德句子满足任何描述性的真值条件。

## F
失效模式
系统、实体或流程因内部缺陷、外部压力或两者兼而有之而无法发挥预期功能、达到预期标准或保持完整性的特定方式或过程，通常会导致可靠性、有效性或目的性部分或完全丧失。
谬误
广义的谬误指的是错误的认识；狭义的谬误指的是错误的论证。
可謬論
关于知识的绝对确定性是不可能的，或者至少所有的知识主张原则上都可能是错误的。作为一种正式的学说，它与查尔斯·桑德斯·皮尔士的关系最为密切，皮尔士曾用它来攻击基础主义。与怀疑论不同的是，可谬论并不意味着人类需要放弃自己的知识：人类不需要为自己的知识提供逻辑上确凿无疑的理由。相反，它承认由于经验主义知识可以通过进一步观察加以修正，因此除了公理上真实的知识（如数学和逻辑知识）之外，所有知识都处于不断变化之中。
可证伪性
如果一个命题或理论不承认有可能被证明是错误的，那么它就不可能是科学的。例如，"所有乌鸦都是黑色的 "这一命题是一个科学命题，因为只要观察到一只白色乌鸦，就可以证伪这一命题。
法西斯主义
一种政治意识形态和群众运动，旨在将民族（以生物、文化和历史的排他性定义）置于所有其他忠诚之上，并建立一个动员起来的民族共同体。不同学者认为法西斯主义具有许多不同特征，但以下要素通常被视为其不可分割的组成部分： 民族主义、专制主义、军国主义、公司主义、极权主义、集体主义、反自由主义和反共产主义。
女权主义
女权主义是各种社会理论、政治运动和道德哲学的集合，其主要动机或涉及妇女的经历，尤其是她们的社会、政治和经济状况。作为一种社会运动，女权主义主要关注限制或消除性别不平等，促进妇女在社会中的权利、利益和问题。
宿命论
认为人类的深思熟虑和行动在决定事件方面毫无意义、毫无作用，因为任何事情都将发生。一种古老的论点被称为 "空谈"，其内容如下"如果命运注定你的病会痊愈，那么无论你叫不叫医生，你都会痊愈。同样，如果你命中注定不会痊愈，那么即使你请了医生也不会痊愈。所以，找医生并没有什么区别"。即使是因果决定论者通常也会拒绝这样的论证，他们可能会说，只有医生才能治好你的病。
信仰主义
在基督徒中在神学中，神学认为理性与宗教信仰或多或少无关，理性或科学的关于上帝存在的论证是谬误的、无关紧要的，与基督教神学的真理无关。它的论点实质上是"基督教神学教导人们通过信仰获得拯救。但是，如果上帝的存在可以被经验主义或逻辑地证明，那么信仰就变得无关紧要了。因此，如果基督教神学是真的，就不可能证明上帝的存在"。该词偶尔被用来指基督徒仅凭信仰就能得救的信念：参见"唯一信仰"。这种立场有时也被称为唯信论。
孝道
终极论 (finalism)
任何事件都是由已经设定的最终结果所决定的，而导致这一结果的所有事件都是由最终结果所决定的这一理念。
形式逻辑
研究推理有效性的学问。
形式主义
1.  数学哲学中的某个流派，强调通过定理进行公理式证明，特别与大卫·希尔伯特有关。
2.  法律和法理学中的一个学派，强调程序的公正性而非实质性结果。见法律形式主义。
3.  在经济人类学中，新古典经济学的原理可以应用于人类对所有人类社会的理解这一理论观点。
4.  某种严格的数学方法：见形式系统.
5.  一套符号和操作规则，其结果与实验或其他计算技术一致。这些规则和符号可能有，也可能没有相应的数学语义。在没有数学语义的情况下，计算通常被称为 "纯形式"。例如，参见科学形式主义。
6.  一种文学和艺术批评风格，侧重于艺术或文学技巧本身，而脱离作品的社会和历史背景。参见形式主义（艺术）、形式主义（文学）。
7.  一种电影评论风格，侧重于电影制作的技术层面（如灯光、布景、服装等）。该术语也可指前卫实验电影运动。实验电影运动，通常被视为古怪或极端主义，关注电影实际物理形式（即赛璐珞本身）的美感。
基础主义
任何justification理论或认识论中的知识理论，认为当信念基于基本信念（也称为基础信念）时，信念就是正当的（已知的）。基本信念是自证或不证自明的信念，不需要其他信念来证明。基本信念为其他信念提供正当性支持，而其他信念又可以支持进一步的派生信念。基础论者认为，基本信念是由不构成信念的心理事件 或状态（如经验）来证明的（这些状态被称为nondoxastic心理状态），或者说，它们根本就不是能够（或需要）证明的那一类事物。基本信念是由心理事件 或状态（如经验）来证明的。
法国唯物主义 (French materialism)
认为联想心理学、约翰·洛克的经验主义与艾萨克·牛顿的绝对性都是正确且相互兼容的哲学。
法兰克福学派
以德国法兰克福大学社会研究所为中心的社会哲学家、社会科学家、文化批评家等所组成的学术共同体及流派。
自由意志
在不同可能的行动方案之间进行选择的能力。为基督教神学家、哲学家奥古斯丁哲学思想的一个核心概念。
弗洛伊德主义
由西格蒙德·弗洛伊德设计的精神分析的学说和实践，尤其是关于心理压抑的机制，性欲作为人格发展核心的情况，以及"谈话治疗"或精神分析技术的功效。
功能主义
现代哲学中关于精神状态的主流理论。功能主义是由于心身问题和逻辑行为主义遭到反对，而作为对心身问题的回答而发展起来的。它的核心观点是，心理状态可以在不考虑底层物理介质（神经元）的情况下得到解释，而是关注更高层次的功能，如信念、欲望和情感。
原教旨主义

## G
甘地主义
德国哲学
德国唯心主义
以德国为中心的唯心主义运动，传统上始于伊曼纽尔·康德的先验唯心论概念。许多著名的传播者包括格奥尔格·威廉·弗里德里希·黑格尔、约翰·戈特利布·费希特和弗里德里希·谢林。
格式塔学派
强调经验和行为的整体性，主张从整体动力结构观来研究心理现象的心理学流派，为西方现代心理学的主要流派之一。
全球化 与 去全球化
广义上讲，全球化是指在技术进步、政策变化和跨境流动的推动下，世界市场、社会和文化之间的联系日益紧密，相互依存度日益提高。尽管全球化带来了效率提高、部分商品价格降低以及包括中国和亚洲部分地区在内的发展中国家贫困显著减少等好处，但它也引发了严重而持续的问题，如发达国家内部制造业因离岸外包而空心化，高工资国家的工人面临来自低工资国家的竞争，导致工作不稳定、工资下降和经济不稳定加剧等。部分不满情绪导致全球化进程出现部分放缓或重组；国家安全、供应链弹性、区域化和保护主义政策的关注度日益凸显，而持续的地缘政治紧张局势进一步加剧了全球流动的复杂性。
諾斯底主義
在CCE最初几个世纪最为突出的各种神秘的启蒙宗教、教派和知识流派中的任何一种。它也适用于 这些团体的现代复兴，有时也类比适用于所有基于靈知的宗教运动。
哥德尔不完备定理
哥德尔不完备定理由库尔特·哥德尔于1931年发表，是数学逻辑里程碑式成果，根本上改变了对形式系统的理解，对数学、认识论和形而上学产生了深远的哲学影响。本质上讲，哥德尔证明了任何符合形式系统、一致性和足够强大这些标准的系统都是不完整的（第一定理），并且无法自我验证其可靠性（第二定理）。 哥德尔的不完备定理揭示了任何形式系统都无法完全涵盖真理或自我验证，证明了数学以及人类思维本质上是开放性的。从哲学上讲，它们揭示了机械确定性的局限，提升了直觉，并肯定了无法证明的现实，对认识论（知识是暂时的）、形而上学（真理独立存在）和伦理学（行动不受限制）产生了影响。。
治理
治理是指在团体、组织或社会中行使权力、做出决策和管理资源的结构、流程和实践，其范围涵盖政治国家、公司、社区甚至非正式系统，是一个具有实践和哲学层面的多面性概念。治理旨在通过法律、民主、技术和规范来管理社会秩序、分配资源、确保公正和适应变化。从哲学上讲，它探究权威的来源、正义的范围和自由的界限，借鉴了霍布斯的“安全”、罗尔斯的“公平”、福柯的“权力”等理论；在现今世界，它探讨数字复杂性、生态风险和信任破裂等问题，体现了实践的必要性和存在问题——我们如何共同生活，为了什么目的？它的成功取决于控制与灵活性的平衡，而这是一个与哲学本身一样古老的难题。
贪婪还原论 (greedy reductionism)
这个词是由丹尼尔·丹尼特创造的，用来谴责那些试图用太少的东西解释太多的还原论。
希腊哲学
约2000多年前希腊及其邻近地域发展的哲学体系、流派，构成西方文明的哲学起源和基础。

## H
意识难题
人类和其他生物为何以及如何拥有感质、现象感知或主观体验的基本意识问题。
享乐主义
伦理观点，认为快乐是最大的善，在决定采取何种行动时应以快乐为标准。与功利主义的相关学说相比，享乐主义通常对 "快乐 "的定义更偏重于肉体、利己主义或不加修饰。该术语也可以指这样一种描述性观点，即人们的主要动机是追求快乐和避免痛苦。
黑格尔主义
由格奥尔格·威廉·弗里德里希·黑格尔提出的一种哲学。有时人们用黑格尔的一句话来概括它："唯有理性才是真实的"："意思是说，所有现实都可以用理性范畴来表达。黑格尔的目标是将超验唯心主义体系还原为一个更加综合的统一体。
希臘化哲學
单一主神论
对单一神的崇拜，同时接受其他神的存在。由马克斯·穆勒提出，他认为这是 "原则上的一神教和事实上的 多神教"。该词的变体有 "包容性一神论 "和 "君主制多神论"，旨在区分这一现象的不同形式。
遗传论 (hereditarianism)
由弗朗西斯·高尔顿提出并在其1869年出版的《遗传的天才》一书中表述的哲学，即人的性格和智力等心理特征遗传自父母，是"先天与后天"中 "先天 "的组成部分。高尔顿的观点遭到了拉马克主义的反对，但人类行为遗传学的发展帮助证实了遗传论是对人类个体差异的部分解释。
印度教
可以说是世界上现存最古老的宗教。
历史决定论 (historical determinism)
历史事件是由事件发生之前的一系列事件决定的这一哲学命题。
历史认识论
科学史与科学哲学交汇处的哲学思潮。它探讨科学知识在发展过程中随时间推移而发生的变革，整合了历史与哲学的双重视角。这一领域特别关注科学、文化和社会背景如何影响科学理论与实践，反之亦然。历史认识论通过批判科学中线性进步的观念而区别于其他流派，强调科学史中的断裂与不连续性。
历史唯物主义
卡尔·马克思首次提出的研究社会、经济和历史的方法论。他关于历史唯物主义的基本主张可以概括为以下几点：不是人的意识决定人的存在，而是人的社会存在决定人的意识。- 卡尔·马克思，]历史唯物主义从人类集体创造生活资料的方式中寻找人类社会发展和变化的原因，从而通过经济分析强调与社会经济基础共存的一切（如社会阶级、政治结构和意识形态）。
歷史主義
主张以下观点的理论：1）发展是有机连续的（也称为历史主义或德语"historismus），2）当地条件和特殊性对结果有决定性的影响。它可以与还原主义理论形成对比，后者认为所有的发展都可以用基本原理来解释（如经济决定论）。
哲学史
以哲学思想发展过程作为研究对象的一门学科，属于思想史或认识史的范畴。
中国哲学的合法性
整体论
一个给定系统的所有属性不能仅由其组成部分的总和来决定或解释。相反，系统作为一个整体在很大程度上决定着各部分的行为方式。"整体大于部分之和 "这句话简明扼要地概括了整体论的一般原则。整体论通常被视为还原论的对立面。
人文主义
认为人性是价值之源的伦理观点的范围。
世俗人文主义
认为人类和动植物都是大自然神圣而复杂的延伸。信徒们对大自然直接创造的事物相互尊重，尽管生命必须以生命为食才能延续。虽然大多数信徒都能适应现代变化，但自然主义者更喜欢公平的资源交换，就像以前的农业社会和狩猎采集社会一样。工业和科技与自然主义完全对立。
物活论
所有或某些物质都拥有生命，或者说所有生命都与物质密不可分的哲学猜想。
假说

## I
唯心主义
现实或知识建立在观念（心理经验）基础上的学说。根据具体的 "理想"，唯心主义通常与唯物主义或现实主义并列。
无知
无知是指缺乏知识或理解。无知可以分为三种不同类型：事实无知（缺乏对某些事实的知识）、对象无知（对某些对象不熟悉）和技术无知（缺乏做某事的方法或技能）。
漠视主义
一种哲学，质疑上帝的存在，因为缺乏证据，同时又主张坚定的信仰。
非法主义
幻觉
幻觉是一种在没有外部刺激的情况下产生的具有强烈现实感的感知。幻觉可发生于任何感觉模态——视觉、听觉、嗅觉、味觉、触觉、本体感觉、平衡感觉、痛觉、温度感觉和时间感觉。若涉及多种感觉模态，则称为多模态幻觉。
幻觉主义 (illusionism)
一种哲学，认为不存在物质世界，而是由人类意识形成的幻象集合体，从而形成了人类赖以生存的环境。

相容论
认为自由意志和决定论在逻辑上是不相容的范畴。对比自相矛盾论。
非決定論
与决定论相矛盾的哲学信念：有些事件与决定论不符（因此在某种意义上是无因的）。
印度哲学
个人主义
在政治哲学中，应保护个人的权利或福祉，而非民族或国家、意识形态（如共产主义或民主）或宗教团体（如基督教）等群体的权利或福祉。个人主义通常与古典自由主义联系在一起，与各种社群主义和民族主义相对立。

非形式逻辑
当代逻辑学的一个分支，以日常生活中真实论证为研究对象，致力于发展分析、评价与建构的逻辑理论、规范和方法。
信息哲学
天赋观念论
该学说认为，人的头脑生来就有思想或知识，并不像约翰·洛克等早期经验主义者所说的那样，一出生就是一块"白板"。它主张并非所有知识都是从经验和感官中获得的。
工具主义
认为知识应根据其有用性来判断；知识的真值相对无关紧要的观点。一般在科学哲学中被引用。
工具理性
智识主义
一种强调智力的使用、发展和运用的思维方式，与知识分子的思维活动密切相关。 在哲学领域，智识主义指的是对世界本质进行批判性思考，并借助：（i）理性主义，即仅从理性中获得的知识；（ii）经验主义，即仅从感官经验中获得的知识。在人类的理性、意志、情感的三个方面，智识主义是一种相对更重视理性作用的哲学、心理学、文学上的立场。

蓄意主义
一种哲学，质疑本意的基础，探讨人类是否是自身行为的源泉，还是受制于更高的力量。
互动论 (interactionism)
一种哲学，探讨人类对宇宙的感知中因果之间的关系。
行为间主义 (interbehaviorism)
在斯金纳著书之前由雅各布·罗伯特·康托尔创立，目前由L. 海斯、E. 里伯斯和S. 比约研究。以生物体的相互行为、行为场理论为中心；重点研究人类行为。
反实证主义
在认识论中，认为所有知识都是解释的问题。
量子力學詮釋
诠释主义
法律哲学中的一个学派，该学派认为法律不是一组数据或物理事实，而是律师们旨在建构的东西。它认为法律与morality之间虽然存在差异，但并不分离（这与法律实证主义的主要主张相反）。法律解释论认为，法律在本质上并非自为，法律价值和原则也并非独立存在于法律实践本身之外（这与自然法理论的主要主张相反）。
内省
自我反思，即对自身思想和情感进行审视的过程，与人类自我发现密切相关。
直觉主义
在数学哲学中，"直觉主义 "或 "新直觉主义"（与前直觉主义相对）是把数学视为人类建构性心理活动的一种方法。也就是说，数学并不包括揭示和应用存在的深层属性的分析活动。相反，逻辑和数学是应用内部一致的方法来实现更复杂的心智建构。
非理性主义
一种声称科学不如直觉的哲学，而艺术和征服审美才是对人类状况的最终超越。
非现实主义 (irrealism)
一种哲学，结合了认识论中的现象论和物理论，认为二者可以互换使用，作为自由意志和审美研究的媒介。
伊斯兰主义
一套源自穆斯林原教旨主义者各种宗教观点的政治意识形态，他们认为伊斯兰教不仅是一种宗教，也是一种管理国家法律、经济和社会要务的政治制度。伊斯兰运动试图通过实施保守的伊斯兰教法来重塑国家。伊斯兰主义者认为自己是穆斯林而不是伊斯兰教徒，而温和派穆斯林则拒绝接受这一观点。
伊斯兰哲学

## J
耆那教
以禁欲主义和ahimsa（非暴力）为中心的达摩宗教。
日本哲学
楊森主義
天主教思想的一个分支，强调原罪、人的堕落、神恩的必要性和宿命。以康内留斯·杨森命名。
犹太教
为一神论，亚伯拉罕教之一，由古代希伯来人传承下来。
猶太教哲學
沙文主义
正义战争理论

## K
康德主义
伊曼纽尔·康德的哲学，可指当代心灵哲学、认识论和伦理学中的立场。康德是德国哲学家，生于德国柯尼斯堡（今俄罗斯加里宁格勒）。主要著作包括《纯粹理性批判》、《实践理性批判》、《判断力批判》等。
考据学
凯恩斯主义
英国经济学家凯恩斯提出的经济理论及相关学说，在1930年代至1970年代产生过极大影响。
索伦·克尔凯郭尔的哲学
一套哲学、神学和存在主义疗法的立场，其基础是 19 世纪丹麦哲学家索倫·克爾凱郭爾的作品。克尔凯郭尔的作品关注现存的个人和成为真实个人的斗争。克尔凯郭尔的作品是20世纪哲学运动存在主义最重要的思想基础之一。
京都学派

## L
拉马克主义
法律主义 (legalism)
在西方意义上，一种分析法律问题的方法，其特点是抽象的 "逻辑 "推理，侧重于适用的法律文本，如宪法、立法或判例法，而不是社会、经济或政治背景。在民法法系和普通法传统中都出现过法律主义。法律主义可能赞同这样一种观点，即对于任何可能出现的法律问题，已有的权威性法律材料已经包含了一个独特的预先确定的 "正确答案"。在法律主义中，法官的任务就是机械地确定法律问题的答案。
诠释主义
参见反實證主義。

法律实证主义
法律哲学中的一个学派，主张法律是由人类（有意或无意）制定的，法律的有效性与伦理或道德之间没有内在或必然的联系。
法律现实主义
20世纪上半叶发展起来的法律方法，认为法理学应效仿自然科学的方法，即应依赖经验证据，必须根据对世界的观察来检验假设。
列宁主义
自由主义
在政治上，一种赞成自由作为政治价值的立场。自由主义在历史上有多种含义，但共同点包括注重个人自由、民主共和制（自由民主）和法律面前人人平等。
自由意志主义
1.  在形而上学中，自由意志存在的说法。在这个意义上，它通常与决定论相对立。(但参见共相自由主义）。
2.  在政治哲学中，两种anti-statist政治立场中的一种。
语言相对论
语言差异与语言使用者认知差异有关的观点。这是一种从语言决定论中推论出来的观点，也是萨皮尔·沃尔夫假说的主题。
逻辑原子论
伯特兰·罗素提出了逻辑原子论，试图找出思维的原子--无法分割成更小思维片段的思维片段。

逻辑实证主义

一种科学哲学，起源于 20 世纪 20 年代的维也纳圈，它认为哲学应追求与科学相同的严谨性。逻辑实证主义主张，哲学应为判断句子的真假和无意义提供严格的标准。尽管逻辑实证主义者在许多问题上持有广泛的信仰，但他们都对科学抱有浓厚的兴趣，对神学和形而上学持有深刻的怀疑论。继路德维希·维特根斯坦之后，许多人赞同真理符應論，尽管有些人，如诺伊拉特，相信真理融貫論。他们认为，所有知识都应基于以可观察到的事实为基础的简单 "协议句子 "的逻辑推论。因此，许多人支持各种形式的现实主义、唯物主义、哲学自然主义和经验主义。
邏輯主義
数学哲学中的一个学派，提出数学是逻辑的延伸，因此所有数学都是可还原逻辑的理论。 伯特兰·罗素和阿尔弗雷德·诺斯·怀特海支持戈特洛布·弗雷格创立的这一理论。在罗素认识到悖论暴露了朴素集合论的不一致性之后，弗雷格放弃了这个项目。罗素和怀特海在他们的数学原理中继续 。
中国逻辑
爱的哲学
李森科主义

## M
中观学派
大乘佛教
管理
管理超越了单纯的行政任务和运作效率，而可以被定义为有意识地、合理地协调人力、物力和信息资源等各种资源，以实现共同目标或价值观，同时驾驭内在复杂性、不确定性及伦理挑战。
天命
毛泽东思想
摩尼教
古代主要宗教之一。尽管其有组织的形式如今大多已不复存在，但有人曾试图以 "新摩尼教 "的名义进行复兴。然而，创始者先知的大部分著作都没有提到摩尼。摩尼的大部分著作已经失传。一些学者和反天主教论战者认为，摩尼教通过圣人希波的奥古斯丁对西方基督教思想产生了微妙的影响，奥古斯丁是从摩尼教皈依基督教的，他的著作对天主教和新教神学家仍有巨大影响。
马克思的异化论
马克思主义
以卡尔·马克思和弗里德里希·恩格斯的著作为基础的一套哲学、政治和经济立场及运动。马克思的历史哲学包括辩证唯物主义中的阶级斗争概念。马克思主义是 20 世纪被称为"共产主义"的政治运动的思想基础，并发展成为列宁主义、斯大林主义、毛泽东主义和托洛茨基主义等不同派别，每个派别都坚持特定政治领袖的思想。
马克思主义人文主义
马克思列宁主义
马列毛主义
唯物主义
该哲学理论认为，唯一真正可以被称为"存在"的东西是物质；从根本上说，所有事物都是由 "物质 "组成的，所有现象都是物质相互作用的结果。
数学哲学
祆教
承认琐罗亚斯德(见琐罗亚斯德教)阿胡拉·马兹达神圣权威的宗教，琐罗亚斯德宣称他是唯一未被创造的万物创造者（神）。
生命的意義
有关生命或生存意义的哲学和精神问题及相关探讨。
机械论
所有自然现象都可以用物理原因来解释的理论。它可以与生命论形成对比，生命论是一种哲学理论，认为生命力活跃于生物体中，因此不能仅用机制来解释生命。
医学伦理学
中世纪哲学
麦加拉学派
分体论 (逻辑学)
迷因
元认识论
认识论的形而上学研究，研究认识论讨论中的基本假设和方法。
元伦理学
伦理学的一个主要研究领域，与规范伦理学和应用伦理学一起构成伦理学研究的三大分支。
元科学
以科学方法研究科学本身的学科。
元哲学
对哲学的目的、界限及其方法本身的哲学探究。
形而上学自然主义
一种认为自然实际上是存在的一切的信仰。该术语适用于任何世界观，在这种世界观中，自然是存在的全部，所有超自然的东西都不存在（包括精神和灵魂、非自然价值以及通常认为的普遍性）。
形而上学
哲学的一个传统分支，涉及解释存在和包含它的世界的基本性质。   传统上，形而上学试图用最宽泛的术语回答两个基本问题： 最终，"存在 "是什么？研究形而上学的人被称为 "形而上学家"。形而上学家试图澄清人们理解世界的基本概念，例如存在、对象及其属性、空间和时间、因果以及可能性。形而上学的一个核心分支是本体论，即研究基本的范畴以及它们之间的关系。形而上学的另一个核心分支是宇宙学，研究宇宙的起源、基本结构、性质和动力学。有些人把认识论作为形而上学的另一个核心重点，但其他哲学家对此提出质疑。

方法论还原论
对事物的解释，如科学解释，应不断简化为尽可能最简单的实体（但不能更简单）。奥卡姆剃刀构成了这种还原论的基础。
方法论相对主义
研究人员在试图理解当地背景下的信仰和行为时，必须暂停自己的文化偏见。另请参阅"民族中心主义"。
心物問題
研究心和身的性质及相互关系的哲学与心理学基本理论问题。
心灵哲学
一种唯心主义观点，即心灵和精神状态是作为人的因果效应内在状态而存在的。这种观点应区别于物质二元论，后者认为心智和身体（或大脑）是两种不同的事物，但它们（以某种方式）相互影响。虽然这种关于身心联系的二元论观点包含唯心主义，但唯心主义并不包含二元论。杰瑞·福多（Jerry Fodor）和诺姆·乔姆斯基（Noam Chomsky）是唯心主义近期最热情的两位捍卫者。
模态逻辑
非古典逻辑的一个分支，研究“必然”、“可能”及其相关概念的逻辑性质和涉及这些情态概念的推理。
模态实在论
大卫·刘易斯最著名的观点，即可能的世界与现实世界一样具体真实。
現代主義
大致在 1884 年至 1914 年期间出现的艺术、建筑、音乐、文学和应用艺术领域的一系列改革文化运动。现代主义肯定了人类借助科学知识、技术和实际实验创造、改善和重塑环境的能力。
现代性
启蒙运动以后人类社会所具备的状态及社会文化特质。
墨家
中国哲学家墨子的哲学，以博爱和互利（功利）原则著称。
莫林纳主义
一种试图调和上帝的全知与人类自由意志的宗教教义。以 16 世纪耶稣会神学家路易斯·德·莫利纳的名字命名。
一元论
形而上学和神学认为只有一个原理、本质、物质或能量。一元论有别于二元论和多元论，前者认为最终有两个这样的原理，后者则认为有许多这样的原理。
拜一神論
一种承认有多种神，但始终只崇拜一位神的信仰。
一神论
对单一、普遍、无所不包的神的信仰。琐罗亚斯德教和亚伯拉罕宗教被认为是一神教。
道德绝对主义
有绝对的标准可据以判断道德问题，无论行为的背景如何，某些行为都是对或错的立场；相信只有一套 "权利 "和 "错误"，没有任何变化。这些标准人人皆知，不尊重这些标准是一种选择。
道德现实主义 (moral realism)
以下三种主张的结合：道德判断表达信念，这些信念或真或假，因此客观道德价值存在。  它与expressivist或non-cognitivist道德判断理论、道德判断错误理论、fictionalist道德判断理论以及关于道德事实本质的建构主义或道德相对主义理论形成对比。
道德相对主义
认为不存在独立于个人或文化信仰或欲望的道德事实。根据相对主义的不同版本，只有当个人（在伦理主观主义的情况下）或文化（在文化相对主义的情况下）认为某一道德陈述是真实的，该陈述才是真实的。
道德普遍主义
存在普遍适用的道德命题的观点。
道德怀疑论
音乐哲学
神秘主义
通过直接经验、直觉或洞察力，追求与终极现实、神性、灵性真理或上帝的共融、同一性或有意识的觉知。传统可能包括相信超越经验感知的维度现实的真实存在，或相信人类对世界的 "真正 "感知超越了当前的逻辑推理或智力理解。

## N
朴素实在论 (naïve realism)

人们对世界的普遍看法，包括认为世界就是人们所感知的世界，物体具有人们赋予它们的属性，并且在不被感知时仍保持这些属性。
叙事
本土主义
源于美国政治的反对移民，它将出生在美国的美国人与 "第一代 "移民区分开来。其依据是担心移民不认同所谓的美国价值观。
自然主义
几种哲学立场中的任何一种，通常是唯物主义和实用主义的后裔，不把超自然（包括像非自然价值这样的奇怪实体，以及通常认为的普遍性）与自然区分开来。自然主义并不一定声称通常被贴上超自然标签的现象或假说不存在或者是错误的，而是坚持认为所有现象和 ，假说都可以用同样的方法进行研究，因此任何被认为是超自然的东西要么不存在、不可知，要么在本质上与自然现象或假说并无不同。
自然哲学
对自然界或物理世界的哲学研究，是从亚里士多德到19世纪现代科学成熟之前研究自然界的主要方式，为现代自然科学的前身。
纳粹主义
必要论 (necessitarianism)
一个形而上学原则，否认任何事实或事件都是偶然或不确定的，从人类行为到物理定律本身都是如此。
内卷化
“内卷化”（Involution）是美国人类学家亚历山大·戈登威泽（Alexander Goldenweiser）在1937年出版的《人类学：原始文化导论》一书中提出的一个社会学概念。 近年来，由于社会、经济和教育资源分配不均，高等教育机构和劳动力市场等方面经济持续低迷，这个词被引进研究中国问题后几乎传遍了各行各业。内卷化反映了一种过度劳累、压力重重、焦虑不安、感到被困的生活状态；在这种生活方式下，许多人面临相对无意义地生活在激烈竞争中带来的负面影响。
宋明理學
儒学的一种形式，主要是在宋朝发展起来的，是对当时道教和佛学占统治地位的一种回应。宋明理学学者（如朱熹）认识到儒家缺乏一个彻底的形而下学体系，因此在以往儒家概念的基础上综合了这一体系。宋明理学内部有许多相互竞争的观点，但总体而言，形成了一个与当时佛教和道教思想相似的体系。
新馬克思主義
20世纪修正或扩展马克思主义和马克思主义哲学的各种方法的松散术语，通常通过纳入其他思想传统（如批判理论）的元素。
新柏拉图主义
公元3世纪形成的哲学学派。该学派的特点是将柏拉图式的形而上学系统化，并追求与神的神秘结合，对基督教、犹太教和伊斯兰教的哲学和宗教产生了巨大影响。
新儒家
20世纪以来儒家将儒家思想应用于现代的新运动。不要与宋明理學混淆。
新保守主义
新黑格尔主义
新自由主义
新卢德主义
新康德主义
新马克思主义
新柏拉图主义
新毕达哥拉斯主义
新经院哲学
新道家
中立一元论
新时代运动
新批评
新文化运动
新人文主义 (文学)
新生活运动
新思想运动
虚无主义
认为世界，尤其是人类的存在没有意义、目的、可理解的真理或基本价值的哲学观点。它通常是对某一特定思想的指控，而不是某人公开认同的立场。达达主义、解构主义和朋克等运动被不同的观察家称为 "虚无主义"。
唯名论
认为普遍性或心理概念没有客观实在性，只是作为词语或 "名称"（拉丁语nomina）而存在。
非认知主义
一种元伦理学观点，认为道德陈述并不表达命题（即陈述），因此不可能是真或假（它们不具有真值）。非认知主义否认认知主义的主张，即 “道德判断能够具有客观真实性，因为它们描述了世界的某些特征”。 如果道德陈述不能为真，如果人们不能认识非真的东西，那么非认知主义就意味着道德知识是不可能的。
非有神论
对神灵（或神灵或其他努秘现象）的存在和不存在都不相信。这个词经常被用来泛指所有本质上不属于有神论的信仰体系，包括无神论（强无神论和弱无神论）和不可知论，以及某些东方宗教，如儒教、道教和禅宗。
非暴力交流
重视双方沟通过程中的同理心及观察、感受、需要、请求的交流方式。
規範倫理學
正理论

## O
客观唯心主义
一种唯心主义形而上学，它假设在重要意义上只有一个感知者，而这个感知者与被感知者是一体的。
客观主义
在伦理学中，认为某些行为客观上是对或错的信念。
客观性
客观性与主观性的区别是哲学的基本概念，尤其在认识论和形而上学领域。如果某事物能够在不依赖于意识的情况下得到证实，那么它就是客观的。如果一个陈述在不考虑有感知能力的生物的视角时仍然为真，那么它可以被称为客观真理。
偶因論
关于因果关系的哲学理论，认为被造物不能成为事件的有效原因。相反，所有事件都是由上帝直接造成的。上帝本身。(一种被称为 "偶发因果关系 "的相关理论也否认世俗事件之间的有效因果关系，但对取代它们的真正原因的身份可能有不同看法）。
奥林匹克主义
本体论 (哲学)
表述基本哲学理论、存在概念及其关系和性质的术语。在西方哲学史和中国哲学史中分别具有各自的含义。

本体 (信息科学)

操作主义
将概念定义为通过具体观察对概念（变量）进行测量的操作的哲学。
樂觀主義
历史上，认为这是所有可能世界中最好的世界的哲学立场，通常与戈特弗里德·莱布尼茨有关。在口语中，这个词通常用来指欢快或积极的世界观。
有機體說
一种哲学取向，主张最好将现实理解为一个有机整体。根据定义，它接近于整全觀。巴魯赫·斯賓諾莎和康斯坦丁·布鲁纳（Constantin Brunner）这两位哲学家的思想最适合被理解为有机主义。

所有权
指对财产的法律占有、控制状态或事实，而财产可以是任何资产，包括有形或无形资产。所有权可能涉及多种权利，统称为产权，这些权利可以分离并由不同主体持有。

## P
和平主義
在伦理学或政治学中，反对战争或暴力。其范围可以是倡导和平解决问题，也可以是认为所有暴力或武力在道德上都是错误的。
异教
泛巴比伦主义
建国五原则
泛批判理性主义 (pancritical rationalism)
批判理性主义的一个子概念。它认为，对于科学或普遍接受的真理，无论权威人士如何辩解或保证其真实性，都应予以质疑。
泛自然神论
一种自然神论，它结合了对理性决定、不干预的神的信仰，以及神与宇宙相同的泛神论思想，即神是通过理性检验揭示出来的，并不干预宇宙。莫里茨·拉扎勒斯（Moritz Lazarus）和海曼·斯坦萨尔（Heymann Steinthal）在 "Zeitschrift für Völkerpsychologie und Sprachwissenschaft"（1859 年）中提出了这个概念。
萬有在神論
神学立场，即上帝是宇宙中的无常，但也超越（宗教）它。它有别于泛神论，后者认为上帝是物质宇宙的同义词。在泛神论中，上帝被视为宇宙的创造者和/或推动力，也是普遍道德的源泉。该术语与希腊哲学中的逻各斯密切相关，在希拉克莱托斯的作品中，逻各斯遍布宇宙，万物由此而生。
泛心论
要么认为物质的所有部分都包含心智，要么更整体论地认为整个宇宙是一个拥有心智的有机体。因此，与只认为万物有灵的物活论相比，它是一种更强烈、更宏大的观点。这并不是说泛心理主义认为所有物质都是有生命的，甚至是有意识的，而是说物质的构成部分是由某种形式的心灵组成的，是有知觉的。
泛神论
认为万物都是无所不包的内在上帝；或认为宇宙或自然与上帝等同。更详细的定义往往强调 ，自然法则、存在和/或宇宙（过去、现在或将来的一切的总和）在 "神 "这一神学原则中得到体现或人格化。超越自然的至高无上者的存在是被否定的。根据不同的理解，这种观点可能等同于无神论、自然神论或有神论。
范式
构成某一领域理论、研究方法、假设和标准重要组成部分的独特概念或思维模式。
特殊主义 (particularism)
在认识论中，在问 "我们知道什么？然后再问 "我们是如何知道的？这个词出现在罗德里克·奇泽姆（Roderick Chisholm）的《判据问题》（The Problem of the Criterion）和他的学生欧内斯特·索萨（Ernest Sosa）的著作中（《木筏与金字塔》（"The Raft and the Pyramid：知识论中的一致性与基础》）中。特殊主义与方法论形成了鲜明对比，后者先于前者回答了后一个问题。由于 "我们知道什么？"这个问题意味着人类具备知识，因此特殊论从根本上说是反怀疑论的。
伯拉纠主义
认为原罪没有玷污人性（本能由上帝创造，是神性），凡人的意志在没有神力帮助的情况下仍然能够选择善或恶。
感知
动物（特别是人类）对客观环境和主体状态的感知和觉察过程。
完美主义
一种伦理观，认为一个人只要成功地发挥了作为其天性一部分的性格特征，就能过上美好的生活。
逍遥学派
人格主义
一个思想流派，包含三个主要原则：只有人才是（本体论意义上）真实的，只有人才有价值，只有人才有自由意志。20世纪初，人格主义在波士顿大学蓬勃发展，这场运动被称为 "波士顿个人主义"，由神学家波登·帕克·鲍恩领导。
觀點主義
德国哲学家弗里德里希·尼采提出的一种哲学观点，即所有的感知和构想都是从（《权力意志（手稿）》所阐明的）内在驱动力的特定视角出发的。

现象主义
在认识论和知觉哲学中，认为物理对象本身并不作为事物存在，而只是作为时间和空间中的知觉现象或感觉刺激（如红、硬、软、甜等）而存在。尤其是，现象论将对外部世界中物理对象的讨论简化为对 "感觉数据束 "的讨论。
慈善事业
“慈善事业”是一种利他主义，包括“以生活质量为重点的、为公共利益服务的私人倡议”。慈善事业与商业倡议（为私人利益服务的私人倡议，注重物质利益）和政府举措（为公共利益服务的公共倡议，例如那些注重提供公共服务的举措）截然不同。从事慈善事业的人就是“慈善家”。
哲学逻辑
各种非经典逻辑分支的统称。

哲学剃刀
排除不合理解释的经验或简化法则。

哲学
关于知识的广泛研究领域，其中知识的定义本身就是研究的主题之一。哲学是对智慧的追求，涵盖宇宙和人性（心灵和身体）的本质，以及它们之间和人与人之间的关系。它探讨人们认识什么和如何认识，包括存在本身，以及这些知识如何在人与人之间以思想、语言或数学的方式可靠、有用地表达和交流。哲学是科学的前身和补充。它就科学的基础问题提出概念，并思考思维本身的性质。科学方法涉及对受控实验结果的反复观察，是一种可用且非常成功的哲学方法论。在与人类直接相关的研究领域（经济学、心理学、社会学等）中，通常无法使用实验方法，因此人们发展了哲学分支学科，为相关领域的研究提供理性基础。
哲学史
以哲学思想的发展过程作为研究对象的一门学科，属于思想史或认识史的范畴。
历史哲学
广义指研究社会历史最一般规律或研究认识这些规律的方法的边缘性学科；狭义指近现代西方哲学中关于历史演变规律和关于历史理解性质的学说。
语言哲学
哲学分支，狭义上指分析哲学传统中的语言哲学，广义上为对语言及语义的哲学研究。
法律哲学
科学哲学
哲学研究的一个分支学科，主要以科学活动和科学理论为研究对象，探讨科学的本质、科学知识的获得和检验、科学的逻辑结构等有关科学认识论和科学方法论方面的基本问题。
自我哲学
哲学怀疑论
物理主义
形而下的立场，断言存在的一切事物都具有一种或多种物理性质；也就是说，除了物理事物之外，不存在其他种类的事物。在当代哲学中，物理主义最常与心灵哲学，尤其是心身问题联系在一起，它认为心灵在某种意义上是一种物理事物。物理主义也被称为 "唯物主义"，但 "物理主义 "一词更为可取，因为它随着物理科学的发展，已经包含了比物质更为复杂的物理概念，例如波/粒子关系和看不见的非物质力量。
物理哲学
柏拉图实在论
柏拉图阐述的普遍性存在的信念。柏拉图现实主义通常被称为柏拉图的形式理论。
柏拉图主义
柏拉图创立的哲学流派。通常用来指柏拉图唯心主义，即认为现象世界的实体是理想真理的不完美反映。在形而上学中，有时用来指普遍性独立于特殊性而存在的说法。它是亚里士多德主义的前身和先驱。
政治哲学
多元主义
在心灵哲学领域，区别于一元论和二元论，认为世界上最终存在多种物质的立场（另见宇宙神论）。
政治专制主义

一种主张由一人掌握所有权力的政治理论。

多神论
对多个神或神灵的信仰或崇拜。大多数古代宗教都是多神教，信奉pantheon的传统神灵，这些神灵往往是经过几个世纪的文化交流和经验积累而成的。对众多神灵的信仰并不矛盾，也不排除对无所不能、无所不知的最高存在的信仰。
民粹主义
认为社会分为善良人民和邪恶精英的政治意识形态。
实证主义
西方世界具有广泛影响的哲学流派之一，认为所有真正的知识要么符合定义，要么能通过推理、逻辑及实验等科学方法证实。现代实证主义最早是由奥古斯特·孔德在19世纪初提出的，并应用于社会学研究。孔德之后，实证主义流派在逻辑学、心理学、经济学、历史学和其他思想领域兴起。自20世纪以来，实证主义虽然仍然流行，但在社会科学领域却因反实证主义和批判理论等的批评而衰落，因为实证主义被指存在科学主义、还原论、过度概括和方法论局限性等问题。
後結構主義
对结构主义的不同反动，认为符号和被符号是不可分割的，但不是统一的。
后人类主义
人文主义的一种发展，拒绝人类在自然界中的特殊地位。
后物质主义
后现代主义
一场以对西方哲学进行后现代批判和分析为特征的哲学运动。它最初是对大陆哲学的批判，深受现象学、结构主义和存在主义以及哲学家弗里德里希·尼采和马丁·海德格尔的影响。它还在一定程度上受到路德维希·维特根斯坦（Ludwig Wittgenstein）后来对分析哲学的批评的影响。在后现代哲学中，有许多相互关联的领域，包括解构主义和几个以 "后 "开头的领域，如后结构主义、后马克思主义和后女权主义。后现代哲学尤其催生了大量的批判理论文献。
后实证主义
批评与修正实证主义的元理论流派，认为研究者的理论、假设、背景知识和价值观会影响观察结果。
后结构主义
权力
政治学概念，指影响或引导信念或行为的能力。被社会结构视为合法或社会认可的权力通常被称为“权威”。
实用主义
19世纪末起源于美国的一种哲学。实用主义的特点是坚持后果、效用和实用性是意义和真理的重要组成部分。实用主义反对以人类概念和智力代表现实的观点，因此与形式主义和理性主义哲学流派相对立。相反，实用主义认为，只有在智慧生物与周围环境的斗争中，理论才能获得意义，只有在这场斗争中取得成功，理论才能 "成为真理"。
缘起
佛教有关因果关系的教义，“因缘生起”的略称。
实践学派
预防原则
强调立足于预防，尽可能事前预测和防范可能产生的危害和风险。
前苏格拉底哲学
规定论 (prescriptivism)
一种关于道德陈述的语义学内容的元伦理学理论，由哲学家理查德·莫汶·黑尔在其著作《道德的语言》中提出。它认为道德陈述的功能类似于道德律令。例如，根据规定论，"杀人是错误的 "这句话的意思类似于 "你不应该杀人"。它表达的是一种命令。
概然主义 (probabilism)
这是一种实用的学说，它帮助那些对真正知识的可能性持怀疑态度的人处理日常事务：它认为，虽然不可能获得知识，但人们可以在实际事务中依靠坚定的信念。新学院的怀疑论者持有这种观点（参见怀疑论和卡尔内阿德斯）。与“概率主义”相对的是“更可能主义”（拉丁语probabilior，意为“更可能”），它认为当争议的一方有充分证据时，该方大概就是正确的。学术怀疑论者接受概率主义，而皮浪主义怀疑论者则不接受。
概率逻辑
运用数理逻辑和其他数学工具，对概然（不确定）推理进行数量化、公理化和形式化研究的逻辑理论。
归纳问题
归纳问题是一个哲学问题，它质疑基于先前的观察对未观察事物进行预测的合理性。从观察到的至未观察到的事物这种外推被称为“归纳推理”。大卫·休谟于1739年首次提出这一问题，他认为无法以非循环的方式为归纳推理提供正当理由，尽管他承认每个人都会且必须进行此类推理。传统归纳主义观点认为，所有声称的经验法则，无论是日常生活中还是通过科学方法得出的，都可以通过某种形式的推理得到证明。问题在于，许多哲学家试图找到这样的证明，但他们的提议难以被他人接受。
共相問題
进步主义
命题
抽象思维与逻辑的基本形式之一，用陈述语句的真值（真或假）判断对错。
性质 (哲学)
客体的性质或“属性”是指属于该客体的特征或品质。它通常被用来描述客体，而不是客体本身。属性被认为是内在的，通常是抽象的概念，哲学界对属性是普遍性（许多物体所共有）还是特殊性（单个物体所独有）存在争议。本质属性是指一个物体必须具备的特性（例如，三角形必须具有三个边）；偶然属性是指一个物体在不改变其基本性质的情况下可以得到或失去的特性。属性的本质是形而上学的核心，是物质和现实基本本质讨论的基础。关于普遍性的存在和本质、属性与客体之间的关系以及同一性的本质等问题都是形而上学研究的关键领域。我们如何认识客体的属性是认识论的关键问题。感知、测量和科学探究都依赖于我们识别和描述属性的能力，这也与归纳问题以及我们如何概括知识有关。属性在逻辑推理中起着至关重要的作用。形式逻辑中的谓词和量词用于表达和处理关于属性的陈述。道德属性，如善良或正确，是伦理学理论的核心。有关这些属性是客观的、还是主观的，存在争议。
原始科學
心理学哲学

心理利己主义
人的动机总是利己的描述性观点
心理主义
认为只有通过心理学研究才能扩展人类知识的哲学。
公共政策
公共政策可广义地定义为由政府实体制定的法律、法规、行动方针和资金优先次序体系，以解决社会问题并实现特定的公益目标。它代表了政府对公共问题的有意回应，影响决策、分配资源，并旨在影响医疗保健、教育、环境和经济等领域的行为和结果。现代社会和政治哲学为评估和指导公共政策提供了重要的规范框架，确保公共政策不仅在技术上可行，而且在道德上合理，并服务于一个公正和繁荣社会的更广泛目标。
皮浪主义
一种希腊哲学，是西方最早的怀疑论哲学学派。与其他希腊哲学一样，它的目标是eudaimonia，在皮浪主义中，实现这一目标的方法是达到内心的宁静（即一种不受干扰的状态）。阿塔拉克西亚 "是通过认识到所有关于非证 命题（即教条）的论断最终都是无法证明的，因此人们对它们的态度应该是暂停判断（即悬置）。
毕达哥拉斯主义
古希腊哲学家毕达哥拉斯及其追随者（被称为毕达哥拉斯派）所信奉的一套深奥的形而上学信仰；他们深受数学的影响。毕达哥拉斯主义极大地影响了柏拉图主义。后来毕达哥拉斯学说的复兴导致了现在所说的新毕达哥拉斯主义。

## Q
感质
心灵哲学概念，为对事务属性的个体、主观的意识体验。
准实在论 (quasi-realism)
西蒙·布莱克本教授提出的一种非认知主义、表现主义元伦理学和认识论理论。该理论认为，尽管命题超验于心智状态，但它们具有许多现实主义的特征，比如只能缓慢变化或随自然属性的变化而变化。

## R
理性主义
一种理论或方法，其理论基础是人类的理性原则上可以成为所有知识的源泉。在近代，理性主义最初由笛卡尔（René Descartes）倡导，并在 17 世纪和 18 世纪传播开来，主要是在欧洲大陆。它与经验主义相对立。
實在論
本体论上独立于概念、知觉等的现实观点。物体具有特定的属性，无论是否有相反的想法。
排除合理怀疑
英美法系有罪的证明标准。
重构主义（reconstructivism）
一种哲学，认为社会应不断改革，以建立更完美的政府或社会网络。
还原主义
一些相关的、有争议的理论，大致认为复杂事物的本质总是可以还原到（被）更简单或更基本的事物来解释。对象、现象、解释、理论和意义都是如此。简而言之，这就是哲学唯物主义的逻辑结果。

改良主义
一种形而上学观点，即人类可以通过干预自然过程，产生比自然结果更好的结果。它是当代自由民主和人权的基础，与形而上学的概念形成对比。
关系主义 (relationalism)
在物理学哲学中，关系论认为空间和时间只是作为物质和辐射等物体之间的关系而存在，而不是ontologically基本实体本身。
相對主義
认为人类信仰和行为的意义与价值没有绝对的参照物。相对主义者声称，人类理解和评价信仰与行为只能以其历史和文化背景等为依据。哲学家根据所谓的 "依赖于什么 "和 "依赖于什么"，确定了许多不同 "类型 "的相对主义。
相干逻辑
可靠主义 (reliabilism)
在认识论中，"知识 "是指判断一个信念是否为 "知识 "的标准，应看它是否是通过可靠的方法得出的。例如，科学实验可能被认为是比直觉或猜测更可靠的方法。
宗教哲学
宗教人文主义
一种基于宗教仪式和/或信仰与人本主义哲学相结合的哲学，以人类的需求、兴趣和能力（如艺术）为中心。
文艺复兴人文主义

风险管理
1.  风险管理是一种系统化的方法，用于识别、评估和缓解威胁目标的不确定性，涉及商业、健康、工程和个人生活等领域。它通常采用一种循环、可调整的过程，包括风险识别、评估、优先排序、缓解策略（规避、减少、转移、接受）以及监控和审查。
2.  风险管理的意义超出了单纯的概率或量化计算，而涉及如何理解不确定的世界并与之互动的核心问题。不确定性的本质本身，迫使人们去应对知识的局限性，积极审视潜在威胁，并承认预测未来事件的内在局限。这不可避免地引出了道德方面的考虑，因为风险管理决策通常涉及权衡潜在危害与潜在利益，引发公平、正义和风险在人群中的分配等问题。此外，风险管理中的决策与社会影响密切相关。个人、组织和政府做出的选择可能会产生深远的影响，改变社会结构，影响整个社区的福祉。
浪漫主义
一种哲学，它将艺术表达为一种基于美学鉴赏的情感体验。浪漫主义是一种因接受者的情感反应而赞美艺术的哲学。
罗素悖论
罗素悖论是英国哲学家伯特兰·罗素于1901年发现的，是集合论和逻辑学中的一个基本问题，它揭示了朴素集合论中的一个关键缺陷，对数学、认识论和形而上学有着重要的哲学意义。 罗素悖论源于朴素集合论中的无限制理解原则，该原则允许用任何属性来定义集合。假设集合S的定义是“不包含自身集合的集合”，那么“S是否包含自身？”这个问题的答案就会导致矛盾：如果答案称，S是自身的成员（或不是自身的成员），都会与定义不符。罗素悖论揭示了朴素集合论中的一个漏洞：无限制的自我引用会产生矛盾。类型论、策梅洛-弗兰克尔集合论、冯诺伊曼-博内斯-哥德尔集合论等方案通过引进限制条件来基本解决了罗素悖论，但从哲学上讲，罗素悖论挑战了确定性（认识论）、现实的结构（形而上学）和语言的清晰度（语义学）。

## S
三教合流
数论 (印度哲学)
说一切有部
经量部
经院哲学
约 1100-1500 年中世纪大学的学者（或 "学究"）教授的哲学流派。经院哲学试图调和古代古典哲学家的哲学与中世纪基督教神学。经院哲学的主要目的是找到问题的答案或解决矛盾。它在中世纪神学中的应用最为人熟知，但也被应用于古典哲学和其他研究领域。它本身并不是一种哲学或神学，而是一种强调辩证推理的学习工具和方法。
萨拉曼卡学派
科学方法
用于构建和客观检验学术假说的数学、理论、实验与模拟等方法。
科学建模
许多科学学科中不可或缺且密不可分的一部分，旨在通过创建模型来近似或表示经验性对象、现象和物理过程，以便更容易地理解、定义、量化、可视化或模拟世界中的特定部分或特征。
科学实在论
认为科学所描述的世界是真实的（或大致真实的）的观点。通常科学实在论者主张，可以对不可观察实体（即它们具有与可观察实体相同的本体论地位）做出有效断言，这与工具主义形成对比。
科学还原论
任何与科学相关的上述观点，或认为所有现象都可以归结为科学解释的观点。
科学主义
认为科学优于其他获取知识的方式。这个词通常以贬义的方式使用，指说话者认为对科学进步的信任或依赖程度过高。

世俗人文主义

一种信仰体系，将道德和理性作为获取知识的唯一途径。世俗人文主义者摒弃盲目的信仰和教条，支持科学探索，而且大多数人都认为科学和理性可以得到艺术的帮助。
世俗主义
在政治上，国家独立于宗教的概念；主张国家在宗教信仰问题上保持中立。世俗主义或宗教自由通常被认为是双向的：国家不应强迫人民信仰（或不信仰）某种宗教，同样，宗教教义也不应影响国家的行为。
符号学
主要研究符号的本质、发展变化规律、各种意义以及符号与人类多种活动之间关系的学术领域。它探讨符号所蕴含的意义如何被创造和解读，涵盖语言、沟通和文化理解等多个方面。符号学借助逻辑、语义学和语用学等哲学概念，分析符号、其意义与使用者之间的关系。
感觉论
性别歧视
萨满教
休克疗法
广义的“经济休克疗法”是指经济政策快速而全面的转变，通常涉及大幅度的自由化和以市场为导向的改革。虽然它通常与从国家控制的经济转型有关，但它也可以适用于严重的经济危机或系统性重组的情况，如1948年西德的改革。从广义上讲，休克疗法是一场高风险的赌博，必须权衡快速经济转型的潜力与社会和政治动荡的风险。无论最初的经济体系如何，改革的速度和范围以及实施改革时的政治和社会环境都是决定结果的关键因素。
锡克教主义
一个一神教，基于Guru Nanak Dev教义的达摩宗教。

感覺主義
一种哲学理论，认为感觉和知觉是真实认知的最基本、最重要的形式。这与现实主义相对立。感觉论的基本原则是 "心中没有任何东西是没有感觉的"。感性论哲学家包括约翰·洛克和艾蒂安·博诺·德·孔狄亚克。
奇点主义 (singularitarianism)
一种道德哲学，基于技术奇点的信念：通过技术创造出比人类更聪明的智能是可能的，主张采取审慎的行动来实现并确保其安全。虽然一些futurologists和transhumanists对这种假定的奇点（通常被称为奇点，这是由弗农·文吉（Vernor Vinge）创造的一个术语）的可能性和性质进行了猜测，但奇点论者认为它不仅是可能的，而且可以被引导，并以他/她认为有助于其安全和早日到来的方式行事。

怀疑论
对被视为知识的东西产生怀疑的流派或方法。
社会异化
社会异化或社会疏离是一个社会学概念，指一个人与所属群体（无论是朋友、家人还是更广泛的社会）之间产生隔阂的感觉。这种疏离被描述为一种社会关系状态，表现为融合程度或共同价值观较低，以及个人之间或个人与社区或工作环境中的群体之间距离或隔离程度较高。
社会原子论
个人而非社会制度和价值观才是适当的分析对象，因为制度和价值观的所有属性都只是从个人的奋斗中积累起来的观点。
社会契约
在道德和政治哲学中，社会契约是一个概念、理论或模型，通常（尽管并非总是）用来考量国家对个人的权威的合法性。这一概念在启蒙时代被提出，是宪政主义的核心概念。社会契约论通常认为，个人通过明示或默示的方式，自愿放弃部分自由，并服从权威（统治者或多数决议）的管辖，以换取剩余权利的保护或社会秩序的维持。尽管社会契约理论的萌芽可追溯至古代，在古希腊哲学、斯多葛学派、罗马法和教会法中均有体现，但其鼎盛时期是17世纪中叶至19世纪初，当时它成为政治合法性的主导学说。
社会达尔文主义
19世纪的一种政治哲学，试图根据进化的适宜性来解释社会地位的差异（尤其是阶级和种族差异）。现代科学哲学家普遍认为社会达尔文主义是不科学的。
社会民主主义
一种源自社会主义的社会、经济和政治哲学，支持政治和经济民主，并采取渐进主义、改革主义和民主的方式实现社会平等。在现代实践中，社会民主主义主要以资本主义经济的形式存在，国家通过福利资本主义、经济干预主义、部分公有制、强大的福利国家、促进社会正义的政策以及更公平的收入分配来调节经济。社会民主主义被描述为西方或现代社会主义最常见的形式。
社会主义
一种意识形态，其核心理念是社会应该由人民集体控制权力，进而控制生产资料。虽然社会主义的 "事实上 "含义随着时间的推移而发生了变化，但它 仍然与建立一个有组织的工人阶级密切相关，这个工人阶级通过革命或社会进化而产生，其目的是建立一个无阶级社会。社会主义起源于工业时代期间启蒙运动的理想，当时人们渴望建立一个更加平等的社会。此后，社会主义意识形态越来越集中于现代民主政体内的社会改革。
社会自由主义
社会哲学
相对于社会科学，社会哲学更多从道德价值而非经验关系角度对社会和社会制度机构进行研究和解释，强调理解政治、法律、道德和文化问题的社会背景，并发展新的理论框架。
社会科学哲学
蘇格拉底反詰法
由苏格拉底（公元前470-前399年）开创的一种教学和哲学方法，包括提出一系列问题。其目的是揭示被询问者思维中的某些弱点或不足，从而激发进一步学习和思考的动力。
唯我论
认为只有直接的心灵体验才是确定的，因为外在于心灵的事物是无法知晓的。
诡辩
在古希腊，修辞和说服的教学；在现代，不基于逻辑的欺骗性论证。
时空哲学
物种歧视
认为权利、道德地位和/或道德人格应根据生物物种的成员资格来分配。通常涉及人类比非人类动物物种具有更大价值或价值的信念。
思辨实在论

稳定性
数学或工程上常用的用语，判别一系统在偏离平衡状态后能否自动恢复，以及在有界输入情况下是否也产生有界的输出。
国家主义
国家的政治权威在某种程度上合法的学说，尤其是当它被用来执行经济和社会政策时。反对的观点包括反國家主義和无政府主义。
统计推断
斯多葛主义
希腊学派，其原则是自我控制，包括情绪控制和身体控制，从而产生内在力量和性格，使人能够与自然世界和谐相处。它通常与伊壁鸠鲁派形成对比。

结构主义
任何研究概念之间潜在结构关系的方法或理论。
结构马克思主义
主体和客体
主體與客體的概念是哲学的基础，它们代表了人们对存在、知识和价值理解的核心二元性。主体和客体代表了经验和现实的基本对立面。它们之间的相互作用对于理解人们如何获得知识与道德价值以及存在本身的本质至关重要。
1.  认识论主要关注主体与被认识客体之间的关系。主体如何获得关于客体的知识？主体在过程中会带来哪些偏见或限制？客体的性质如何影响可被认识的内容？主体的视角、经验和认知框架决定了他们对客体的理解。这凸显了主观解释的潜在性和获得客观真理的挑战性。
2.  在伦理学中，主体通常是道德主体，即实施行为并承担道德责任的人。客体可以是道德客体，即道德行为所针对的实体，它可能受到伤害或受益。道德考量源于主体如何对待客体，尤其是当这些客体是其他主体时。一些道德理论强调主体在确定价值方面的主观作用，而另一些理论则主张客观道德真理独立于个体主体而存在。
3.  主体与客体的区分是许多形而上学探究的基础。现实是基本的主观（取决于思想）还是客观（独立存在）？主体和客体如何在更广泛的存在框架内相互作用？作为哲学的一个分支，现象学关注意识结构和主体体验客体的方式；它强调主体的生活体验是哲学洞察力的主要来源。在唯心论（现实从根本上说是精神性的或取决于主体的思想）与唯物论（现实独立于主体的认知而存在）的争论中，主体与客体之间的关系是核心问题。
主观唯心主义
以感知为基础的人类经验哲学。
主觀主義
将对象与主观经验而非独立存在相联系的学说。

实体论
现象背后存在有知觉的实体的哲学。
空 (佛教)
超现实主义
始于 20 世纪 20 年代初的一场文化运动，以该团体成员的视觉艺术作品和著作而闻名。超现实主义作品的特点是常表现出其不意、意想不到的并置和明显的形式谬误；然而，许多超现实主义艺术家和作家认为他们的作品首先是哲学运动的表达，作品只是一种人工制品，其领袖安德烈·布勒東明确断言超现实主义首先是一场革命运动。
象征主义
The applied use of any iconic representations that carry particular conventional meanings.  "象征主义 "可能是指一种抽象而非字面地选择代表性符号的方式，这种方式允许对其含义进行比字面概念表述更广泛的解释。
綜攝
试图调和不同的，甚至是对立的信仰，以及融合不同思想流派的实践。它尤其与试图合并或analogize几个原本互不关联的传统有关，尤其是在宗教的theology和神话中，从而主张潜在的统一性。
一般系統理論

## T
20世纪哲学
太极
道家与道教
一组中国哲学和宗教传统，提倡与道和谐相处。道家哲学融合了形而上学、伦理学和实践智慧，强调《道德经》和《庄子》中的各种主题，如 无为、阴阳、超脱、接受性、自发性、柔弱的力量、人类价值观的相对主义以及对长寿的追求。道教与道家哲学分界线不明显，但包含了一些对神、鬼、祖先灵魂的超自然信仰，以及道教炼丹术和气功等做法。
塔斯基不可定义定理

目的論
认为自然界的作品和过程存在设计、目的、指导原则或终极性的假设，以及对这种目的的哲学研究。目的论与哲学自然主义相对，两者提出的问题都不同于科学的问题。科学研究自然规律和现象，而哲学自然主义和目的论则研究这些自然规律和现象背后是否存在组织原则。哲学自然主义断言不存在这样的原则，而目的论则断言存在这样的原则。
有神论
认为存在一个或多个神或女神的观点。更具体地说，它也可以指对上帝、一个或多个神的信仰，这些神正在/正在积极参与维护宇宙。有神论者也可以采取这样的立场：他没有足够的证据 "知道 "上帝或诸神是否存在，尽管他通过信仰相信这一点。
神学
泛指称所有对神（上帝）及宗教信仰主题展开的研究或学说。
正义论
上座部佛教
托马斯主义
继承托马斯·阿奎那遗产的哲学流派。托马斯·阿奎那的总结性著作《神学大全》对天主教会的重要性可以说仅次于圣经。
思想实验
使用想象力进行的实验，所做的都是在现实中无法做到或未能做到的实验。
极权主义
一种理想型被政治科学家用来表示现代政体中，国家几乎控制着公共和私人行为的方方面面。极权主义政权动员全体民众支持国家和政治意识形态，不允许工会、教会和政治党派等个人或团体从事与国家目标无关的活动。他们通过秘密警察、通过国家控制的大众媒体传播宣传、管制和限制自由讨论和批评以及广泛使用恐怖手段来维持自己的权力。
先验唯心主义
伊曼纽尔·康德以及后来的康德哲学和德国唯心主义哲学家的哲学，根据这种哲学，人类的经验不是关于事物本身，而是关于这些事物在人类眼中的样子。它与标准（经验）唯心主义的不同之处在于，它并不主张人类经验的对象在任何意义上都是 "在心灵之内"的。它的观点是，每当人类体验某种事物时，他们都是 "为自己"体验的：对象是真实的，与心灵无关，但在某种意义上被人们的认知（范畴以及感性、空间和时间的形式）所改变。先验唯心主义否认人们可以认识事物本身；与之相反的观点有时被称为先验现实主义。
超验主义
文学、宗教、文化和哲学中的一组新思想，主张存在一种理想的精神状态，这种状态“超越”物理和经验，只有通过个人的知识直觉意识才能实现。这一概念兴起于 19世纪早期到中期的新英格兰。它有时被称为"美国超验主义"，以区别于超验一词的其他用法。超验主义一开始是对当时文化和社会总体状况的抗议，尤其是对哈佛 知识分子和哈佛神学院教授的一元论教会教义的抗议。超验主义一词有时是"超验唯心主义"的简称。
超人类主义
支持利用新科学和新技术提高人类的心智、体能以及资质的国际知识和文化运动，并希望改善其认为人类状况当中不可取和不必要的方面，如痛苦、疾病、衰老和非自愿死亡。这个词经常被用作人类增强的同义词。
三民主义
真理

真理主张 (truth claim)
一个陈述声称是真的，实际上要么是真，要么是假。
真理融貫論
主张真值载体之真值取决于命题、陈述或语句以及关于它们的信念之间的融贯关系。
真理共識論
真理符合论
主张真值载体之真值取决于是否与对象实际存在的事态相符合的理论。
真理的语义理论
同一理论
现代西方哲学中关于心身问题的一种物理主义理论，认为心理事件可以被分为不同的类型，与大脑中的物理事件类型相对应、关联。
类型和个例的区别

## U
终极实在
不确定性
事先不能准确地知道某个事件或某种决策将产生何种后果的特性。参见奈特氏不确定性。
不充分決定論
普遍主义
道德普遍主义的另一个名称，是道德相对主义和道德绝对主义之间的折中。
未解決的哲學問題
功利主義
一种伦理学理论，认为当且仅当一种行为能使福利最大化时，这种行为才是道德的。它是后果论和福利主义的一种形式。
乌托邦主义
基于天堂可以在地球上实现这一理念的各种社会和政治运动，以及大量的宗教和世俗文学作品。
空想社会主义

## V
价值观
表示判断某件事、行为或生活方式的价值或重要程度，以确定不同行为的优劣或相对重要性。
价值中立
价值多元主义 (value pluralism)
两种或两种以上的道德价值观可能具有同样的终极性（真理性），但却相互冲突。此外，它还假设，在许多情况下，这些互不相容的价值观在理性上是不可通约性的。因此，价值多元论是元伦理中的一种理论，而不是一种伦理理论或一套价值观本身。以赛亚·柏林被认为是最早对价值多元论进行实质性研究的人，他使价值多元论引起了学术界的普遍关注。
验证主义
一种有关认识论的真理理论。验证主义的独特主张在于，此类"验证"命题的结果，其本质上就是真理。也就是说，真理可以还原为这个验证的过程。
维也纳学派
德性伦理学
活力論
所谓的 "生命力 "活跃于生物体中，因此生命不能仅用机械来解释的学说。这种元素通常被称为 "生命火花 "或 "能量"，有人将其等同于"灵魂"。
唯意志论
一个认为意志高于理智和情感的学派。唯意志论由斐迪南·滕尼斯引入哲学文献，并在威廉·冯特和泡尔生的著作中得到进一步发展。
自愿主义
奥伯龙·赫伯特倡导的一种理论，强调 "自愿纳税 "和抵制选举政治。自愿主义的最初来源可在赫伯特的著作《国家强制的对与错》中找到。班傑明·塔克等人认为赫伯特的哲学是无政府主义，但他从未称自己为无政府主义者，因为他认为无政府主义是一种不保护人身和财产安全的哲学。

## W
战争哲学
魏玛古典主义
西方马克思主义
西方马克思主义是指20世纪20年代以来主要在西欧和中欧发展起来的各种马克思主义理论，这些理论在很大程度上不受主流共产党的控制，与前苏联的马克思列宁主义大相径庭。它的出现部分是为了应对第一次世界大战后西方社会主义革命的失败。其观点的主要代表人物包括乔治·卢卡奇（早期作品）、卡尔·科尔施、安东尼奥·葛兰西、法兰克福学派（马克斯·霍克海默、西奥多·阿多诺、赫伯特·马尔库塞、瓦尔特·本雅明，后来的于尔根·哈贝马斯等）、亨利·列斐伏尔、让-保罗·萨特、路易·阿尔都塞等。西方马克思主义虽然植根于马克思，但发展成了一种更具哲学性、文化性和批判性的传统，对苏联及中国曾流行的马克思列宁主义的唯经济论、政治专制主义和哲学教条持强烈怀疑态度。它更注重理解先进资本主义社会中权力、意识形态和意识的复杂性，批判一切形式的社会或思想统治，而不是为夺取权力提供蓝图。
西方哲学
西方世界哲学性的思想、传统和作品，最早源于古希腊哲学中的前苏格拉底哲学。

棘手問題
世界观
个人或社会的基本认知取向，涵盖个人或社会对自身在世界整体中的地位、作用的知识与观点。

## Y
阴阳
中国哲学和传统中医学的基本概念，代表了一种动态、相互依存的二元性，是所有存在的基础。阴阳概念起源于中国古代（特别是道家）思想；它描述了宇宙、人类生命和健康中相互作用的互补对立面，以保持平衡与和谐。 阴阳是解释宇宙二元而统一本质的形而上学原理，强调平衡、变化、道的表达及其相对性。
年轻地球创造论
认为天地和地球上的生命是由上帝直接创造的宗教信仰。其信徒包括基督徒、犹太人和穆斯林，他们相信上帝在 6 个 24 小时内创造了地球，并将希伯来文的创世纪文本视为字面叙述。
瑜伽行派
与中观学派并列，为大乘佛教的两大主要学派之一。强调通过冥想和哲学推理来研究认知、感知和意识。

## Z
禅宗
大乘佛教和道教的融合。佛教和道教的融合，主要在中国和日本流传。它非常重视每时每刻的觉悟和通过直接经验 "深入洞察事物的本质"。其名称源自梵语 
禅那，指一种特殊的冥想状态。
诸子百家
指从中国先秦时期到汉初各个思想学派及他们的著作。代表人物包括儒家学派的孔子、孟子和荀子；墨家学派的墨子；道家的老子和庄子；法家的韩非子等。
琐罗亚斯德教
以先知琐罗亚斯德（查拉图斯特拉，扎托什特）的教义为基础的宗教和哲学。